# Albert Moxhet
Pour les articles homonymes, voir Moxhet.
Albert Moxhet, né le 2 novembre 1940 à Verviers (province de Liège) et mort le 10 mai 2024, est un écrivain belge francophone, romaniste, critique d'art dans la presse écrite, la presse audio et sur Internet. Il est l'auteur (et parfois le coauteur) d'une quarantaine d'ouvrages.
Auteur de contes, de nouvelles et d'œuvres théâtrales, créateur de catalogues pour des expositions d'art, Albert Moxhet est aussi conférencier, réalisateur de courts métrages, de scénarios et de montages relatifs au patrimoine légendaire pour des émissions audiovisuelles.
Il effectue des reportages, rédige des communications pour divers colloques, des préfaces, des chroniques artistiques hebdomadaires et apporte sa participation à des ateliers d'initiation aux légendes.

## Biographie

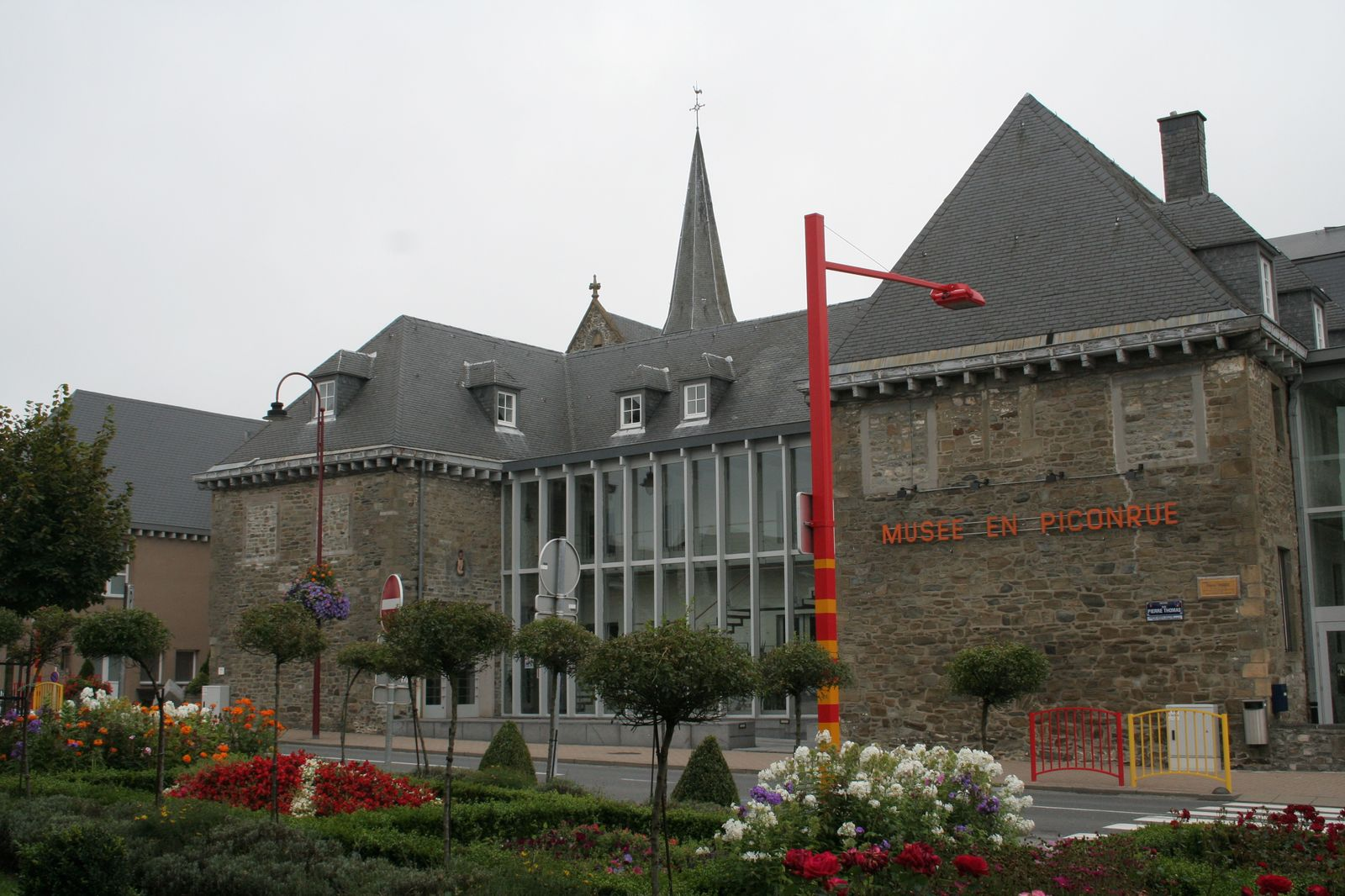
Musée en Piconrue à Bastogne.

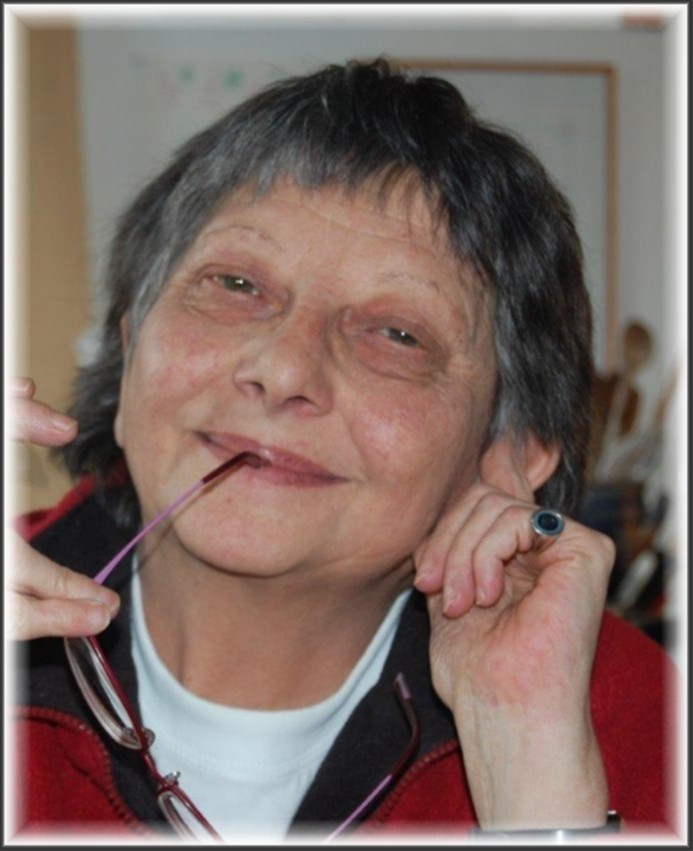
Anne Liégeois, épouse d'Albert Moxhet.

Né à Verviers en Région wallonne (Belgique), Albert Moxhet obtient en 1963 une licence en philologie romane et, deux ans plus tard, l'agrégation de l'enseignement supérieur à l’Université de Liège. Il devient alors enseignant et chroniqueur dans le domaine de l'art et de la culture, ce qui lui permet de se spécialiser dans les traditions populaires. Au fil de ses recherches, il s'attache à identifier les points communs entre les traditions de différentes régions. Il s'intéresse aux légendes d'Ardenne, à leurs racines celtiques, à la Bretagne ainsi qu'aux cultures amérindiennes et effectue des voyages d'études.
Albert Moxhet est aussi collaborateur scientifique en ethnologie et traditions populaires en Ardenne et Luxembourg du Musée en Piconrue, à Bastogne (Belgique), et participe aux publications du Musée,.  
Il est membre du bureau exécutif du Royal Syndicat d'Initiative de Theux et administrateur depuis 1996, également président de la commission publication. Il est aussi membre de l'Association des écrivains belges de langue française.
En 1983, le titre de Connétable de la Chevalerie de l'Ordre du Chuffin de Theux-Franchimont est décerné à Albert Moxhet. Le but de cet Ordre est de « sauvegarder le folklore local, raviver les moments illustres de l'histoire de Theux, rendre hommage à ses grands hommes, mettre en valeur son patrimoine architectural, animer la vie culturelle franchimontoise (la Chevalerie est reconnue comme organisation locale d'Éducation permanente). » Le titre de Connétable est attribué par le Grand Conseil à des personnes qui, de l'extérieur de la Chevalerie, ont rendu des services éminents, soit à l'Ordre du Chuffin, soit à la cause de Franchimont.
Albert Moxhet est président de l'asbl Contes et Légendes à Stavelot (et cofondateur de cette association avec Marc de la Croix, le directeur artistique du Festival du Conte et de la Légende).
Il est membre de L'Oxymore, cercle littéraire de Spa fondé en 2002, et s'implique particulièrement dans la section « Boîte à Poèmes » créée en 2005.
Albert Moxhet est l'époux de la dessinatrice Anne Liégeois.
Il meurt le 10 mai 2024, à l'âge de 83 ans.

## Œuvres

### Œuvres publiées
- Dictionnaire des légendes de l’Ardenne fantastique, préface de Jean-Baptiste Baronian, illustrations originales de Michel Barzin, Didier Comès, Adelin Guyot, René Hausman, Raymond Héroufosse, Geneviève Kempeneers, Christian Laboureur, Jean Lequeu, André Wilkin et Jean-Marie Winants[2], Dolhain-Limbourg, Hexachordos, 1984, 1985, 1986[11].
- Vervisages, textes de l'album photographique de Françoise Sarlet, Dolhain-Limbourg, Hexachordos, 1987[12].

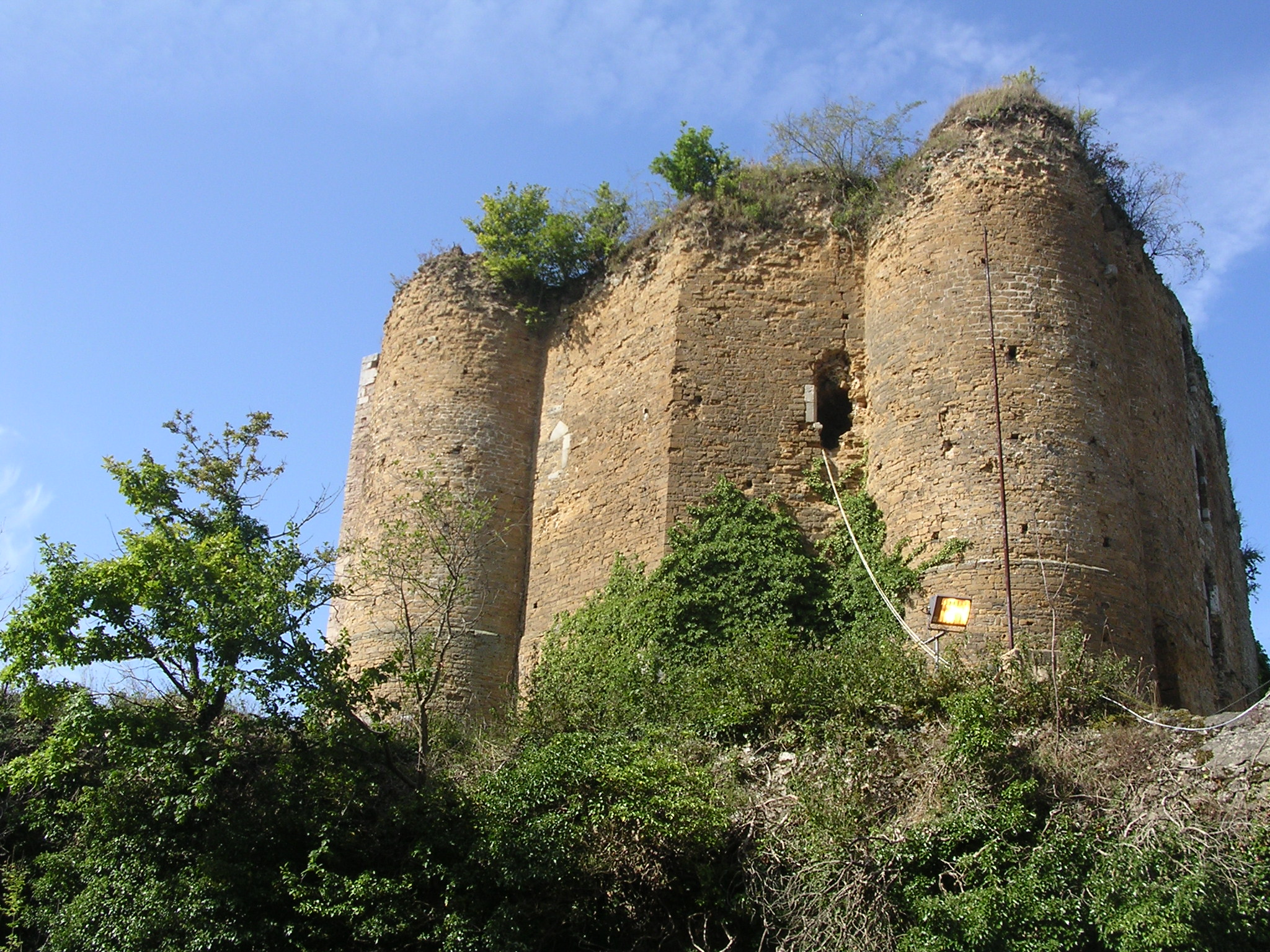
Château de Franchimont.

- Jean Julémont, monographie du peintre, préface de Jacques Parisse, Pepinster, 1987[12].
- Limbourg hier et aujourd'hui, photos contemporaines, Dolhain-Limbourg, 1988[12].
- Le Verbouc de Franchimont, traduction wallonne de Pol Noël, illustrations de Guy Counhaye, préface de Renaud Gillard, Verviers, éditions L’Île Ouverte, 1989[12].
- Ardenne et Bretagne, les sœurs lointaines, illustrations originales de Nathalie Chaballes, Liège - Bruxelles, Pierre Mardaga, collection Mythes - Légendes - Traditions, 1989[12].
- La Sorcellerie en Ardenne, Alleur (Liège), Éditions du Perron, coll. « Les Guides du Club Ardennais », 1991[13], [14].
- Lucien Leclercq, 1895-1955, monographie du peintre, Horion-Hozémont, 1991[15].
- Landschaft ohne Grenzen : Eifel-Ardennen (chapitre Päpste in den Ardennen : Lodomez), en collaboration avec Wolfgang Bartels, Klaus Betz, Bettina Kreisel et Dietmar Mirkes. Pour Naturfreunde Internationale (en français : Internationale des Amis de la Nature), Vienne, Cologne, J.P. Bachem Verlag, 1993[16], [17].
- Entre schiste et genêt. Rencontres en Ardenne-Eifel (chapitre En Ardenne, une papauté sans église : Lodomez), en collaboration avec Wolfgang Bartels, Klaus Betz, Bettina Kreisel et Dietmar Mirkes. Pour l'Internationale des Amis de la Nature (Vienne) et coordination de l'édition française, Liège, éditions du Perron, 1994[18].
- Un Jour, un Siècle. La mémoire de Verviers au quotidien, en collaboration avec Jean Barbière, Thierry Degives, Claude Desama, Freddy Joris, Roger Monami, Henri Monville, Jacques Wynants et André Zumkir, Verviers, La Presse Verviétoise, 1994[19].

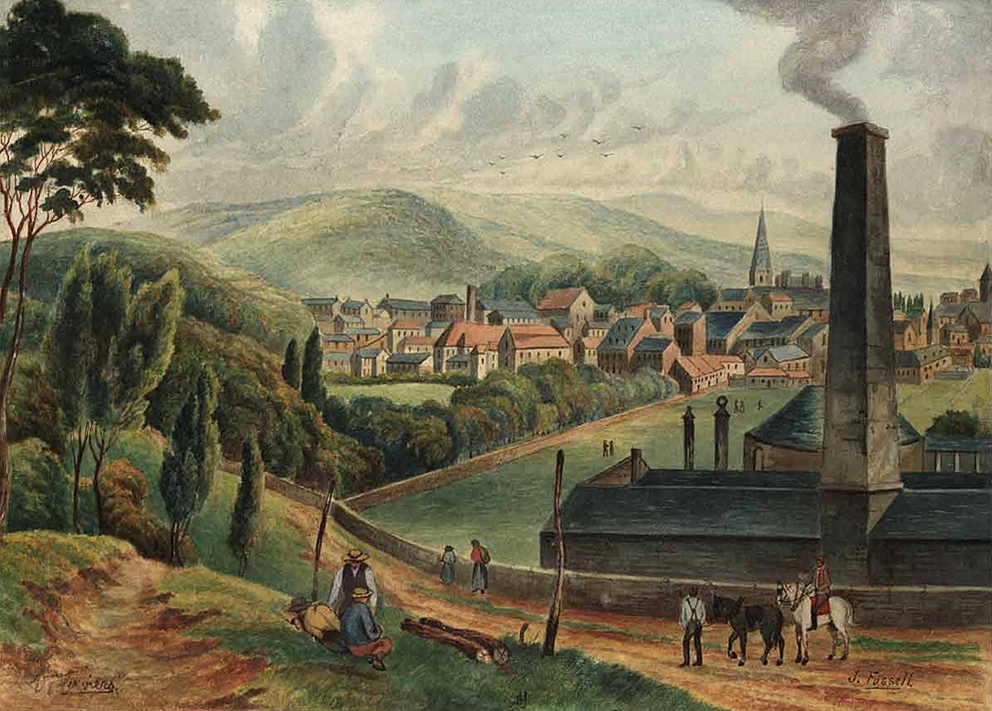
Vue de Verviers (XIXe siècle). Aquarelle de Joseph Fussel.

- Peintres en forêt. La forêt wallonne dans la peinture, préface de Guy Lutgen, en collaboration avec Jean Mergeai, Omer Marchal, Jo Verbrugghen, Guy Gilquin et Jean-Pierre Lambot, Villance-en-Ardenne, Roussillon-en-Provence, Omer Marchal Éditeur, 1994[20].
- Dictionnaire des peintres du Luxembourg belge, préface de Stéphane Rey, en collaboration avec Georges Jacquemin, Omer Marchal, Roger Thumilaire et Jo Verbrugghen, Villance-en-Ardenne, Roussillon-en-Provence, Omer Marchal Éditeur, 1995[21],[22].
- Art contemporain 1960-1990. L'Art en campagne 96, ouvrage collectif en 3 volumes, Liège, ASBL, s.d., 1996[23].
- Le pain de l’enfance, collectif, illustrations d'Anne Liégeois, Michel Barzin, Marina Seron, Georges Grignard, sérigraphie de Claude Rahir, Polleur - Verviers, Éditions Noir Foncé, 1997[24].
- Marcel Taton, une décennie d'expositions, en collaboration avec Remi de Cnodder, Horion-Hozémont, 1997[25].
- Wallonie, terre de légendes, Grivegnée, Noir Dessin Production, 1998, en collaboration avec Albert Bodeson, Jean-François Demoulin, Lionel Dupont, Michel Elsdorf, René Hausman, Didier Petit, Franco Pilota et Dominique Schillings[2],[26].
- Regards sur le parcours d'un architecte : Émile-José Fettweis, en collaboration avec Jean-Marie Aubier, Jean Barthélémy, Aloys Beguin, Jan Bruggemans, Freddy Derwahl, Émile-José Fettweis, Roger Hagelstein, Anne Hoffsummer-Bosson, Pierre Loze, Pierre Puttemans, Jean-Marie Raxhon, Liège, 1998[27].
- Le Vitrail contemporain "Comme un chant de lumière", en collaboration avec Jean-Marie Geron, Tournai, La Renaissance du livre, 2001[28].
- Het hedendaagse glasraam "Als een lied van licht", version néerlandaise du précédent livre : Le Vitrail contemporain "Comme un chant de lumière", en collaboration avec Jean-Marie Geron et Nathalie Callens, Tournai, La Renaissance du livre, 2001[29].
- Le XIXe siècle verviétois, ouvrage collectif publié sous la direction de Freddy Joris, préface de Claude Desama (chapitre Crayon, plume, litho, pinceaux), Verviers, CTLM, 2002[30].
- Apollinaire et cie, ouvrage collectif d'artistes et d'écrivains (texte Dans le miroir), coédition Luc Pire - Abbaye de Stavelot, 2002[31].
- Saint Nicolas en piste, en collaboration avec Pol Noël, Anne Liégeois et Marc Lamboray, Verviers, Rêves et Veillées, 2002[32]
- Cinquante ans de coups de cœur, Verviers, Les Amis des Musées de Verviers, 2004[33]

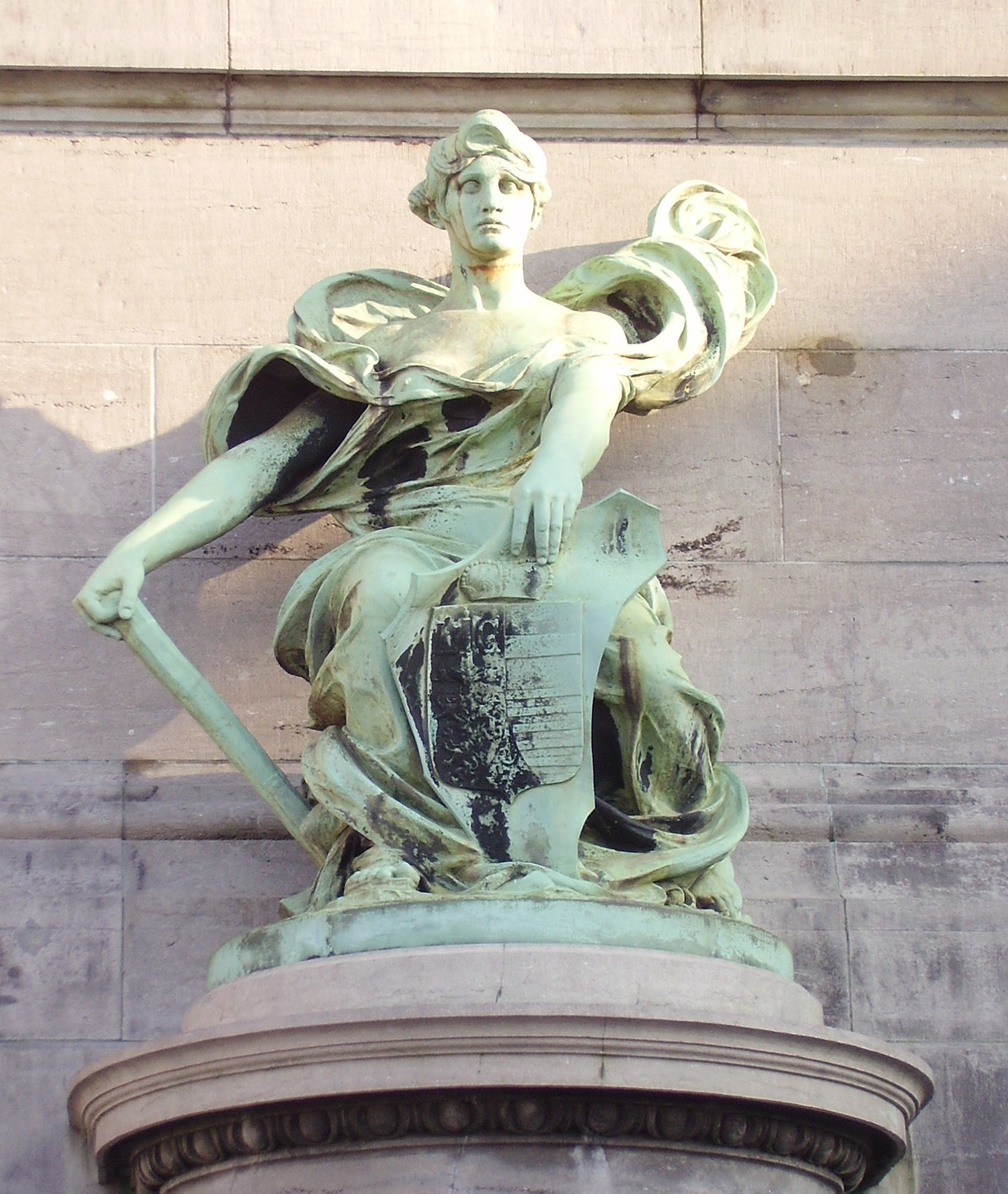
Allégorie de la Province de Liège par Charles Van der Stappen.

- La croix et la bannière, ouvrage collectif (chapitre Un certain regard sur les vitraux en Luxembourg, rédigé en collaboration avec Jean-Marie Geron), Musée en Piconrue, 2005[34].
- Décors intérieurs verviétois, de Lucien Klinkenberg et Jacques Spitz (étude sur Léon Pringels et les peintures murales de l'église Sainte-Julienne à Verviers), Verviers, Aqualaine, 2007[35], [36].
- Pierre Colson, paysagiste, monographie du peintre, Oupeye, 2008[2].
- Le Cube au Carré, collectif (catalogue), Verviers, Les Amis des Musées de Verviers, 2008[37].
- De la racine à la feuille, livre-objet pour accompagner des œuvres de Baudouin Godfirnon (BaG), Verviers, 2008[2].
- Traditions légendaires et croyances populaires en Haute Ardenne, édition française (introduction, adaptation et notes) de Volkserzählgut und Volksglaube in der Gegend von Malmedy und Altsalm du Dr. Willy Marichal. Textes wallons traduits par Pol Noël, préface de Léon Marquet, Verviers, À l'Enseigne du Chat Volant, 2009[38].
- Dictionnaire des peintres de l'École liégeoise du Paysage, collaboration à l'ouvrage de Jacques Goijen, Liège, École liégeoise du paysage Éditions, 2009[39].
- Qui a vu le loup ?, ouvrage collectif (chapitre Le loup dans les légendes d'Ardenne), Esneux, Collège communal d'Esneux, 2010[2].

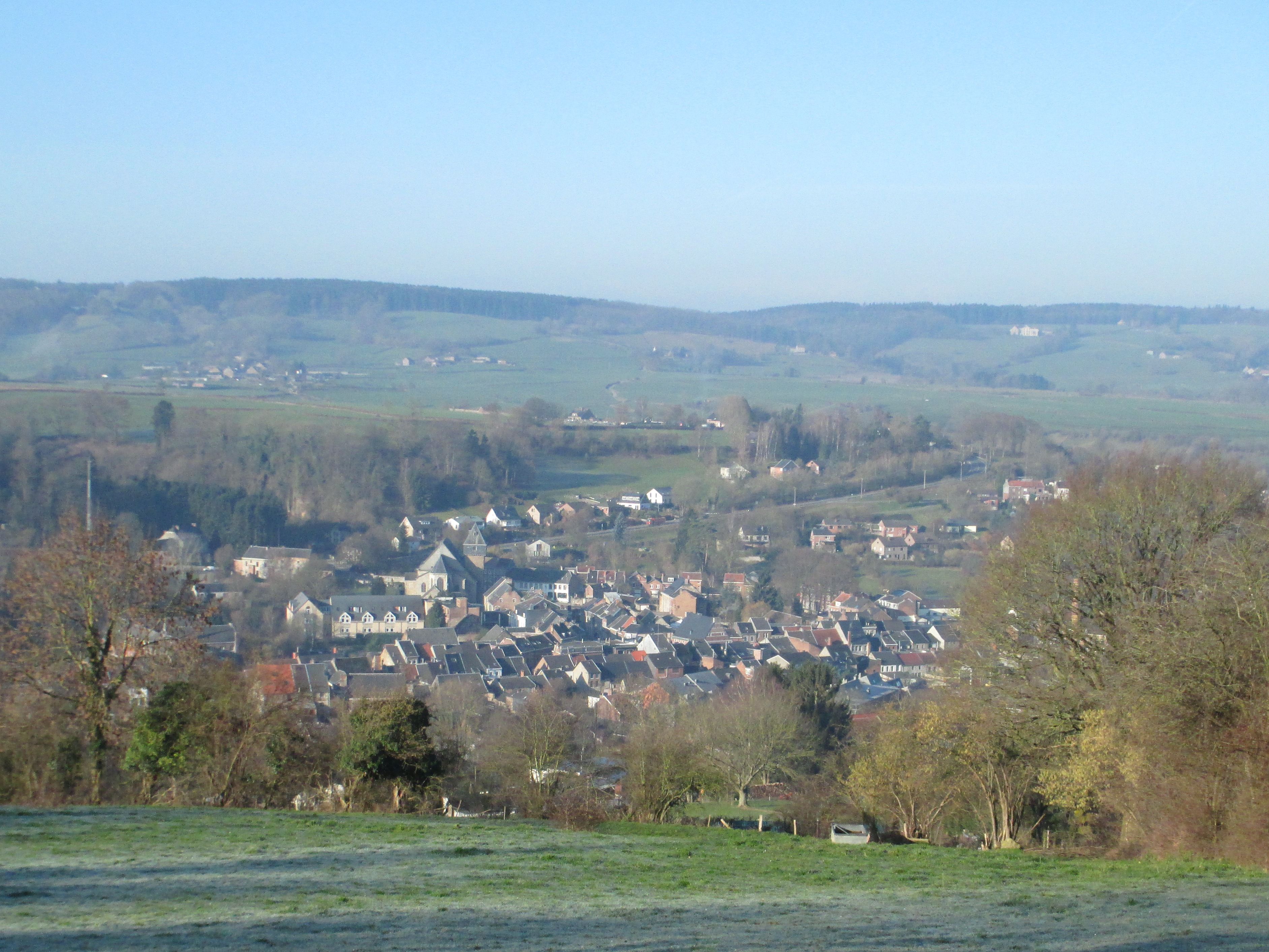
Vue, depuis la colline de Chawieumont, sur le centre ancien protégé de Theux et l'église Saints-Hermès-et-Alexandre, église-halle romane (XIe siècle).

- Theux, c'est par ici, chez nous en Wallonie et c'est si joli, album de dessins d'Anne Liégeois et de Jacquy Bodart, préface et textes d'Albert Moxhet, Theux, Moulin Banal de Theux asbl, 2010[40],[41].
- Marcel Leruth, un homme, quatre passions, biographie du peintre, Housse, 2010[2].
- Forêts - Vie et Mystères en Ardenne et Luxembourg, ouvrage collectif (chapitre Les êtres fantastiques de la forêt ardennaise), Bastogne, Musée en Piconrue, 2010[42],[43].
- Mythologie de la chasse au pays d'Arduina et des quatre fils Aymon (Le Chasseur maudit : légende et paysage). Actes du 31e Congrès de la Société de Mythologie française (août 2008), ouvrage collectif (chapitre Le Chasseur maudit : légende et paysage), Ornans, SMF, 2010[44].
- Province de Liège, dans la collection Histoire et patrimoine des communes de Belgique, ouvrage collectif (chapitre Theux [La Reid, Polleur, Theux]), Bruxelles, Éditions Racine, 2010[45].
- Désiré Louette ou la conquête de la liberté/of de verovering van de vrijheid, essai sur les œuvres de ce peintre-graveur (édition bilingue fr.-néerl.), Ferrières, 2011[46].
- Au fil de la plume (petite balade contée et illustrée en Verviers), album collectif de textes et dessins d'Anne Liégeois, Yves Reuchamps, de Jacques Winants et Michèle Leusch, Verviers, 2011[2].
- Ardenne, Celtisme & légendes, ouvrage collectif d'entretiens avec aussi Philippe Boudart, Édouard Brasey, Pierre Dubois, Claudine Glot, Hervé Gourdet, Yanny Hureaux, David Legros, Maryline Maillet, Christophe Méchin et Séverine Pineaux, Charleville-Mézières, 2011[47].
- L'Ardennais. Photographies d'Edmond Dauchot, Bastogne, Musée en Piconrue, 2012[17], [48].
- Ardenne et Bretagne, les sœurs lointaines, réédition amplement revue et augmentée de l'ouvrage paru en 1989, préface de Pierre Dubois, postface de Claudine Glot, avec des illustrations nouvelles d'une quarantaine d'artistes ardennais et bretons, Bastogne, Musée en Piconrue, 2013[2],[49],[50].
- Scheunentore/Portes de granges, photographies de Johannes Weber, textes de Klaus-Dieter Klauser et Albert Moxhet (allemand-français), Eupen, Siebenstern Verlag, 2013[46], [51].
- Didier Comès, l'encrage ardennais, tome I : Sorcellerie et croyances magico-religieuses, Bastogne, Musée en Piconrue, 2016[52],[53].
- Didier Comès, l'encrage ardennais, tome II : Nains et légendes, Bastogne, Musée en Piconrue, 2019.

### Ardenne et Bretagne, les sœurs lointaines

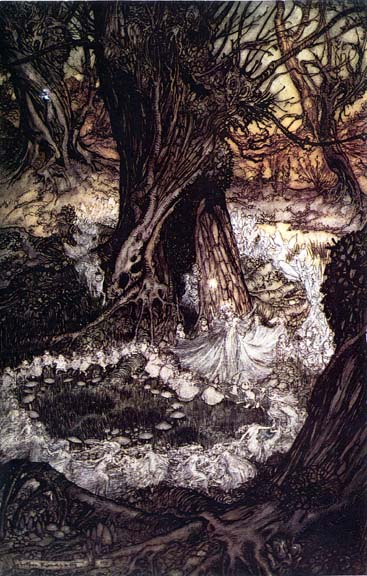
Illustration de la danse des fées par Arthur Rackham, en 1908, pour Le Songe d'une nuit d'été.

Ardenne et Bretagne, les sœurs lointaines, d'Albert Moxhet, Bastogne, Musée en Piconrue, 2013 (228 pages). Préface de Pierre Dubois, postface de Claudine Glot, illustrations de 36 artistes : Xavier Al Charif, Éva Autefault, Élian Black'Mor, Brucero, Nathalie Chaballe, Didier Comès, Marc-Henry Debaar, Jean-Claude Deprez, Sébastien Didot, Valérie Dion, Alice Dufeu, Pascal Ferry, Hervé Gourdet, Virginie Grévisse, René Hausman, Jean Lemonnier, Joëlle Leponce, Jean Lequeu, Anne Liégeois, Yoann Lossel, Désiré Louette, Sonia Marx, Alice Nisen, Séverine Pineaux, Juliette Pinoteau, Claudy Raskin, Virginie Ropars, Dominique Schilling, Jean-Claude Servais, Erwan Seure-Le Bihan, Marcel Siraut, Anne Smith, David Thierrée, Zoé Van Campenhout, Olivier Villoingt.
Cet ouvrage relate les légendes et traditions de deux régions sœurs prenant leurs racines dans la culture celtique, et rappelle que l'imaginaire, le fantastique et le rêve restent, au fil des décennies, pour chaque être humain, une part importante de son existence. L'auteur, puisant au plus profond des racines des légendes et des traditions de l'Ardenne et de la Bretagne, est allé à la recherche de leurs origines communes. Ainsi continuent de vivre les légendes traditionnelles populaires.
Quinze thèmes constituent la charpente des chapitres de ce livre : "les lutins, les fées, la mort, les revenants, les garous, le diable, les sorciers et sorcières, les animaux fantastiques, les êtres de la nuit, les chevauchées célestes, les créatures des eaux, les fontaines, les bornes et pierres, les trésors, les saints populaires" (Albert Moxhet), tout en proposant l'analyse des points de convergence et des spécificités des deux régions.
Citation extraite de la quatrième de couverture :« Ardenne et Bretagne, les sœurs lointaines entreprend de montrer combien, au-delà de formes parfois très diversifiées, un certain nombre d'éléments traditionnels populaires sont restés communs à ces deux régions éloignées par l'histoire et un millier de kilomètres, mais appartenant toutes deux au domaine celtique essentiel... ».

### L'Ardennais. Photographies d'Edmond Dauchot
L'Ardennais. Photographies d'Edmont Dauchot, textes et commentaires d'Albert Moxhet, introduction de Sébastien Pierre, Bastogne, Musée en Piconrue, 2012 (324 pages).
Edmond Dauchot (1905 - 1978) est un photographe, poète et graveur belge. Il parcourt les alentours de son village ardennais d'Ollomont, situé entre La Roche et Houffalize, cherchant et photographiant tout ce qui touche à l'existence des paysans d'Ardenne.
Dans une interview sur Télévesdre, Albert Moxhet explique qu'il a "essayé de rendre compte avec des textes s'appuyant au maximum sur les photographies d'Edmond Dauchot de ce qu'était la vie quotidienne des Ardennais de 1930 à 1960".
Les textes et commentaires d'Albert Moxhet dévoilent au fil des chapitres mentionnés ci-après les petits et grands détails d'une vie ardennaise dont le souvenir de gestes, us et coutumes s'est perdu avec le temps....
- L'homme et son vivoir[58]
- L'Ardennais dans ses espaces de vie[59]
- La maison[60]
- Le village[61]
- Les champs[62]
- La rivière[63]
- Les bois[64]
- Bibliographie générale[65]
- Postface : Edmond Dauchot a cueilli pour nous et pour les générations qui nous suivent des images qui traduisent la poétique et la mémoire non seulement de la forêt, mais de l'Ardenne elle-même...[66].

Dans une page de titre, le Musée en Piconrue, éditeur, exprime « ses remerciements [...] à Albert Moxhet, licencié en philosophie et lettres et collaborateur scientifique du Musée en Piconrue, à qui fut confiée la majeure partie de la rédaction de cet ouvrage. ».
Extrait de la 4e de couverture : « Ce qui caractérisa l'existence des Ardennais jusque dans les années 1950, c'est l'emprise qu'exerçait sur leur destin une nature souveraine, à la fois complice et nourricière, sauvage et hostile. Elle se saisissait d'eux dans tous leurs espaces de vie : la maison, le village, les prés et les champs, les rivières et les bois... ».
Ce livre présente les traces du passé de plusieurs générations d'agriculteurs, de forestiers, de paysans vivant dans les villages de Sart à Arlon en passant par tous ceux qui font écho dans vos souvenirs....
En septembre 2015, lors du XVIIIe Festival du Conte et de la Légende de Stavelot, qui a pour thème : « Aux racines de nos rêves », l'ouvrage L'Ardennais est le guide de l'exposition de nombreuses photographies d'Edmond Dauchot invitant à faire « quelques pas sur un itinéraire où la dure Ardenne vivait d'un bonheur simple ».

### Traditions légendaires et croyances populaires en Haute Ardenne

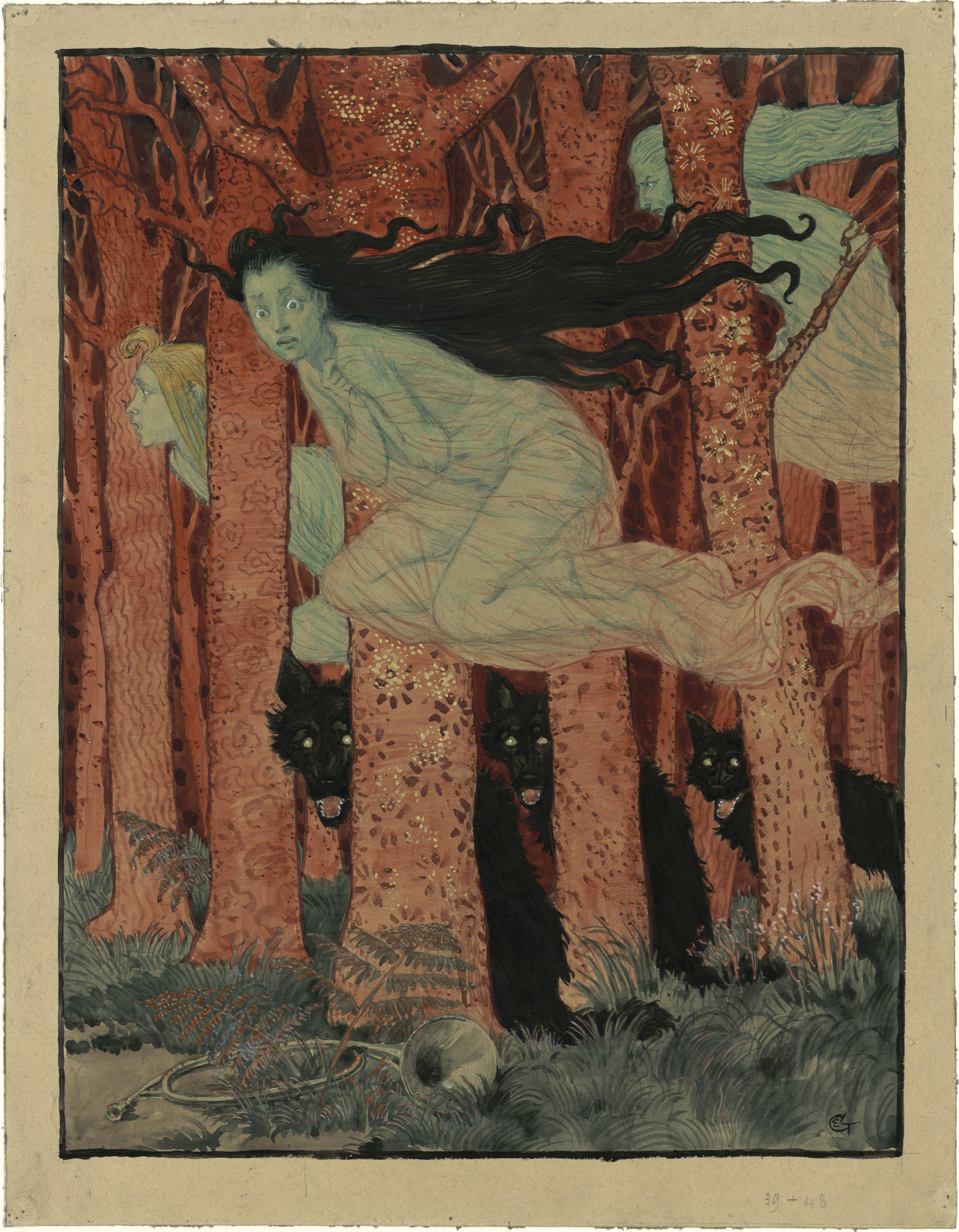
Trois femmes et trois loups, aquarelle d'Eugène Grasset, vers 1900

Traditions légendaires et croyances populaires en Haute Ardenne, introduction, adaptation et notes d'Albert Moxhet, édition française de Volkserzählgut und Volksglaube in der Gegend von Malmedy und Altsalm de Willy Marichal qui défendait, en 1938, une thèse de doctorat devant l'Université de Bonn. Textes wallons traduits par Pol Noël, préface de Léon Marquet, Verviers, éditions À l'Enseigne du Chat Volant, 2009 (172 pages).
Cette thèse, sur la base du collectage réalisé par Willy Marichal en 1936 et 1937, en wallon, dans les villages situés entre Sourbrodt et Vielsalm, établit des comparaisons non seulement avec les travaux de Paul Sébillot, par exemple, mais aussi avec les traditions de nombreux terroirs allemands.
Le livre reflète « une physionomie exacte du parler populaire avec ses variantes de village à village ». Grâce aux témoignages recueillis au domicile même des habitants, l'ouvrage s'appuie sur des récits de coutumes, croyances, histoires courantes dans cette région de l'Ardenne et les compare avec les traditions françaises, rhénanes, luxembourgeoises.
L'adaptation française par Albert Moxhet de ces récits nous fait pénétrer « au plus profond des croyances populaires de jadis. Il est question de loups-garous et de serpents maléfiques. On croit aux présages, aux revenants ou aux sorcières [...] On croit aussi à ces sottais qui raccommodent les chaussures que l'on dépose devant leur grotte ».

### Entre schiste et genêt. Rencontres en Ardenne-Eifel
Entre schiste et genêt. Rencontres en Ardenne-Eifel. Éditeur scientifique : Internationale des Amis de la Nature, Vienne. Rédaction : Wolfgang Bartels, Klaus Betz, Bettina Kreisel, Dietmar Mirkes, Albert Moxhet. Traduction française : Joseph Longton. Coordination de l'édition allemande : Ingebort Pint. Coordination de l'édition française : Albert Moxhet. Éditions du Perron, 1994 (358 pages).
Dans l'avant-propos, Heinrich von Moltke, Directeur général, Direction générale XXIII de la Communauté européenne pour la politique d'entreprise, le commerce, le tourisme et l'économie sociale, Bruxelles, écrit : « L'Internationale des Amis de la Nature a réussi à apporter une contribution précieuse au développement d'un tourisme respectueux de l'environnement dans les régions rurales de l'Europe ». La Communauté européenne (Direction générale XXIII) apporte son soutien à ce projet.
Divers thèmes, abordés dans de courts chapitres, composent cet ouvrage. Albert Moxhet est l'auteur des textes ci-après qui sont accompagnés de reproductions en noir et blanc issues de sa collection :
- En Ardenne, une papauté sans église : Lodomez[75].
- Des routes pour unir des routes pour isoler[76].
- Josiane et Claudine ne seront pas fermières[77].
- Je ne peux pas vivre sans mes racines ardennaises[78].
- Littérature, arts et fêtes en Ardenne[79], dans le chapitre Culture, art et littérature. "Si, en ce même siècle [XXe siècle] et dans le domaine de la prose, l'Ardenne a reçu ses lettres de noblesse avec des auteurs "méridionaux" comme Pierre Nothomb ou Adrien de Prémorel, c'est une institutrice de Chevron, Nelly Kristink, qui lui a certainement donné son expression la plus internationalement médiatique avec l'adaptation télévisée de son roman Le Renard à l'anneau d'or..."[80] Au sujet de la musique populaire, Albert Moxhet écrit : « Essentiellement jouée d'oreille par les mestrés (ménétriers), qui allaient de fête de village en fête de village, la musique populaire d'Ardenne était un patrimoine évolutif résultant d'influences diverses : la maclote qui sautille, célébrée par Guillaume Apollinaire durant son séjour à Stavelot, trouve sans doute une partie de ses origines dans une matelote écossaise mâtinée d'influences françaises et hollandaises. »[81]

Citation extraite de la quatrième de couverture : « Originaires de trois pays - la Belgique, l'Allemagne et le Grand-Duché de Luxembourg - trente-six auteurs se sont attachés à rencontrer un paysage sans frontières, l'Ardenne-Eifel. Si le schiste et le genêt, éléments naturels rudes, symbolisent à la fois la région et ses habitants, ce sont ces invitations à diverses formes de tourisme doux, particulièrement les balades à pied et à vélo, qui sont présentées, car elles permettent des rencontres beaucoup plus personnalisées avec le paysage comme avec ceux qui y vivent... ».

### Le Verbouc de Franchimont

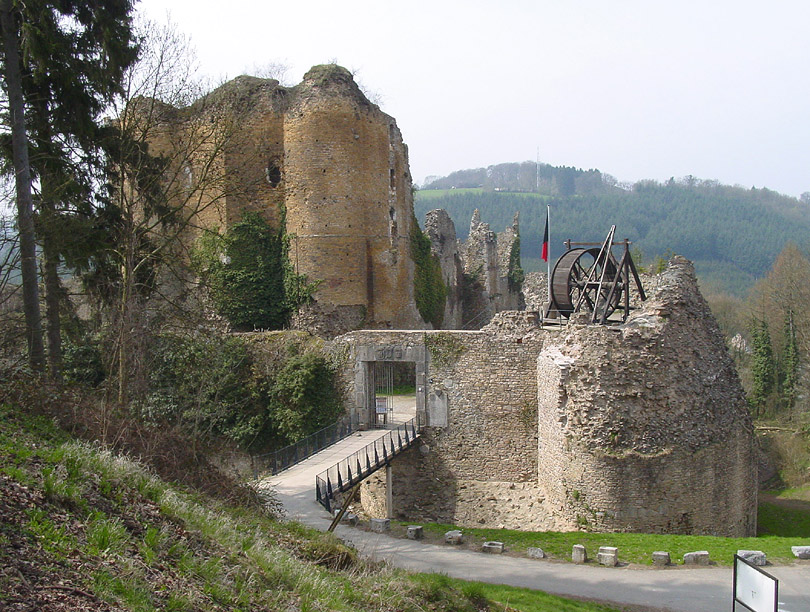
Le château de Franchimont

Le Verbouc de Franchimont (histoire véritable) d'Albert Moxhet, Lu Vèrbouc du Frantchîmont (istwêre veûre), traduction  wallonne de Pol Noël, illustrations de Guy Counhaye, préface de Renaud Gillard, Verviers, L'Île Ouverte, 1989, .
La légende du Verbouc parle d'un trésor somptueux enfoui dans le puits de Franchimont et surveillé par un gardien fantasmagorique. Ce dernier est-il homme, le Verbouc, l'homme-bouc, ou animal, le vert bouc, un bouc de couleur verte ? Nul n'a pu l'identifier.
Le château de Franchimont connaît un regain d'intérêt : « visites, fouilles, restaurations, franches-foires, expositions, théâtre, musique, sons et lumières... » (extrait de la préface de Renaud Gillard, Président des Compagnons de Franchimont).
Dans l'avant-propos, Albert Moxhet écrit : « Les trésors cachés et leurs gardiens fantastiques ont toujours suscité l'intérêt des audacieux, mais aussi des conteurs et de leur public. Le château de Franchimont est un de ces lieux privilégiés dont les ruines excitent le goût d'une mystérieuse aventure que l'on retrouve avec des variantes plus ou moins importantes à travers la Wallonie et la France... »

### Dictionnaire des légendes de l'Ardenne fantastique

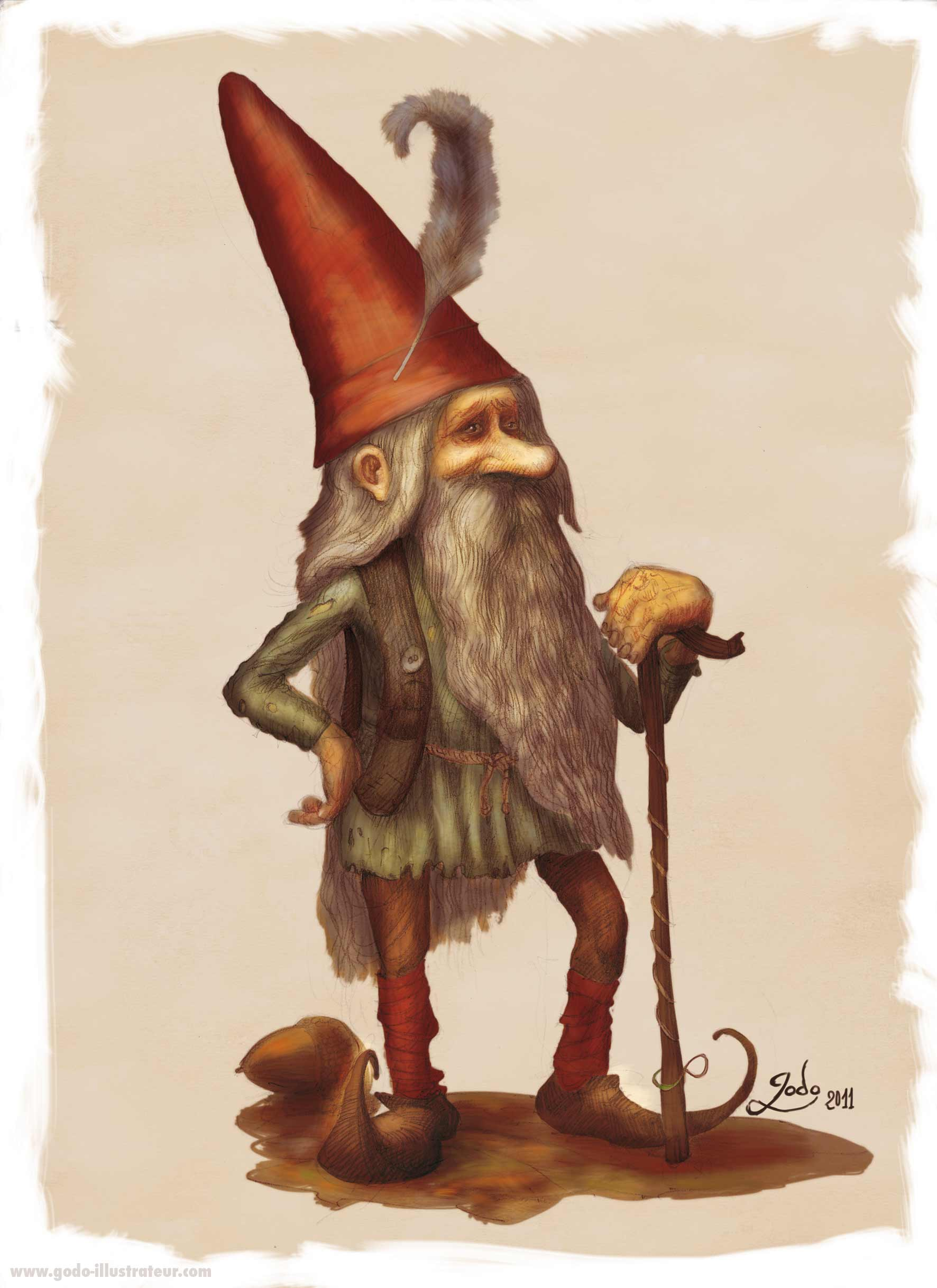
Lutin au chapeau rouge, réalisation par Godo (2011)

Dictionnaire des légendes de l'Ardenne fantastique d'Albert Moxhet, Dolhain-Limbourg, Hexachordos, éditions de 1984, 1985 et 1986. Préface de Jean-Baptiste Baronian, illustrations originales de Michel Barzin, Didier Comès, Adelin Guyot, René Hausman, Raymond Héroufosse, Geneviève Kempeneers, Christian Laboureur, Jean Lequeu, André Wilkin et Jean-Marie Winants (176 pages).
Dans les années 1970, lors d'émissions radiophoniques, Albert Moxhet, gardien des légendes, conte plusieurs centaines de légendes fantastiques qu'il réunit dans cet ouvrage.
Au sujet des nutons, êtres mystérieux du Petit peuple, Albert Moxhet précise que l'appellation générale nutons se nuance en sottais, massotês, dûhons dans la région de Robertville, lutons et lutins".
Dans l'ouvrage Histoires et traditions de nos vallées qui a pour auteurs les Hèyeûs d'Sov'nis (Raconteurs de souvenirs), Liège-Bressoux, éditions Dricot, Albert Moxhet est cité à plusieurs reprises, notamment au sujet des thèmes de la poule noire (p. 93) et de l'envoûtement (p. 94).
- La poule noire : Albert Moxhet explique le rôle diabolique de ce gallinacé : « Parmi les instruments d'un contrat passé avec le diable, figure souvent une poule noire, dont on ne précise pas nécessairement le sort. Dans la version orale de la légende du meunier de Quarreux que Rachel Malempré donne dans l'émission télévisée d'Alexandre Keresztessy, Contes et Conteurs de Remouchamps (R.T.B., 1972), il est question d'une neure poye (poule noire) que le meunier devait apporter au diable à minuit, à la croisée des chemins perchée au sommet d'une colline. » (Dictionnaire des légendes de l'Ardenne fantastique, p. 111).
- L'envoûtement : Albert Moxhet qui va nous aider à définir cette dangereuse opération : « L'envoûtement représente en quelque sorte un degré supérieur et durable du mauvais sort. Il est généralement le résultat de pratiques de magie noire : effigies piquées, cordelettes nouées, ongles, cheveux, poils, etc., qui donnaient prise sur l'individu ou son bétail. Ces envoûtements pouvaient influer gravement sur la santé et même entraîner la mort, ils pouvaient aussi nuire aux biens (moissons, cheptel). » (Dictionnaire des légendes de l'Ardenne fantastique, p. 56-57)".

### Autres activités culturelles et artistiques
Albert Moxhet écrit régulièrement des chroniques culturelles et artistiques dans la presse quotidienne, tel Le Jour - Verviers, Vers l'Avenir-Médi@bel du groupe Corelio (1979-2009), dans la feuille culturelle Le Presse-Papiers, dans Le Pays de Franchimont (bulletin mensuel du Royal Syndicat d'Initiative de Theux) et l'hebdomadaire Télépro (1958-1976), ainsi que dans des revues spécialisées telles que La Revue générale, Les Cahiers de l'Urbanisme, Les Amis de la Grive, Les Amis de l'Ardenne, Krautgarten, Four Corners, Wégimont Culture et Musée en Piconrue.
Albert Moxhet, gardien des légendes, participe à des émissions de la RTBF, de la BRTN (Belgische Radio- en Televisieomroep Nederlandstalige Uitzendingen) et de Radiolène, qui était l'antenne verviétoise de la RTBF.
En mai et juin 2003, il est l'un des jurés choisis pour la composition du jury international du 32e Concours international de peinture primitive moderne (Prix Suisse et Prix Europe), organisé par la Galerie Pro Arte Kasper, à Morges, en Suisse.
En 2011, « Anne Liégeois et Albert Moxhet ont chapeauté le projet Au fil de la plume... », fruit d'une démarche de l'ASBL « Jeunesse Notre-Dame-Arc des Récollets » à Verviers. Au fil de la plume... est un album de textes et de dessins, ouvrage collectif évoquant les souvenirs des Verviétois.
Parmi ses participations aux ateliers d'initiation aux légendes se trouve un texte pédagogique d'Albert Moxhet retraçant, dans une Bande dessinée, l'histoire de Saint-Remacle. Cette BD, intitulée la légende de St Remacle, sert aux enseignants à faire découvrir à leurs élèves les légendes de leur région.

### Quelques nouvelles et chroniques dans des revues culturelles ou spécialisées

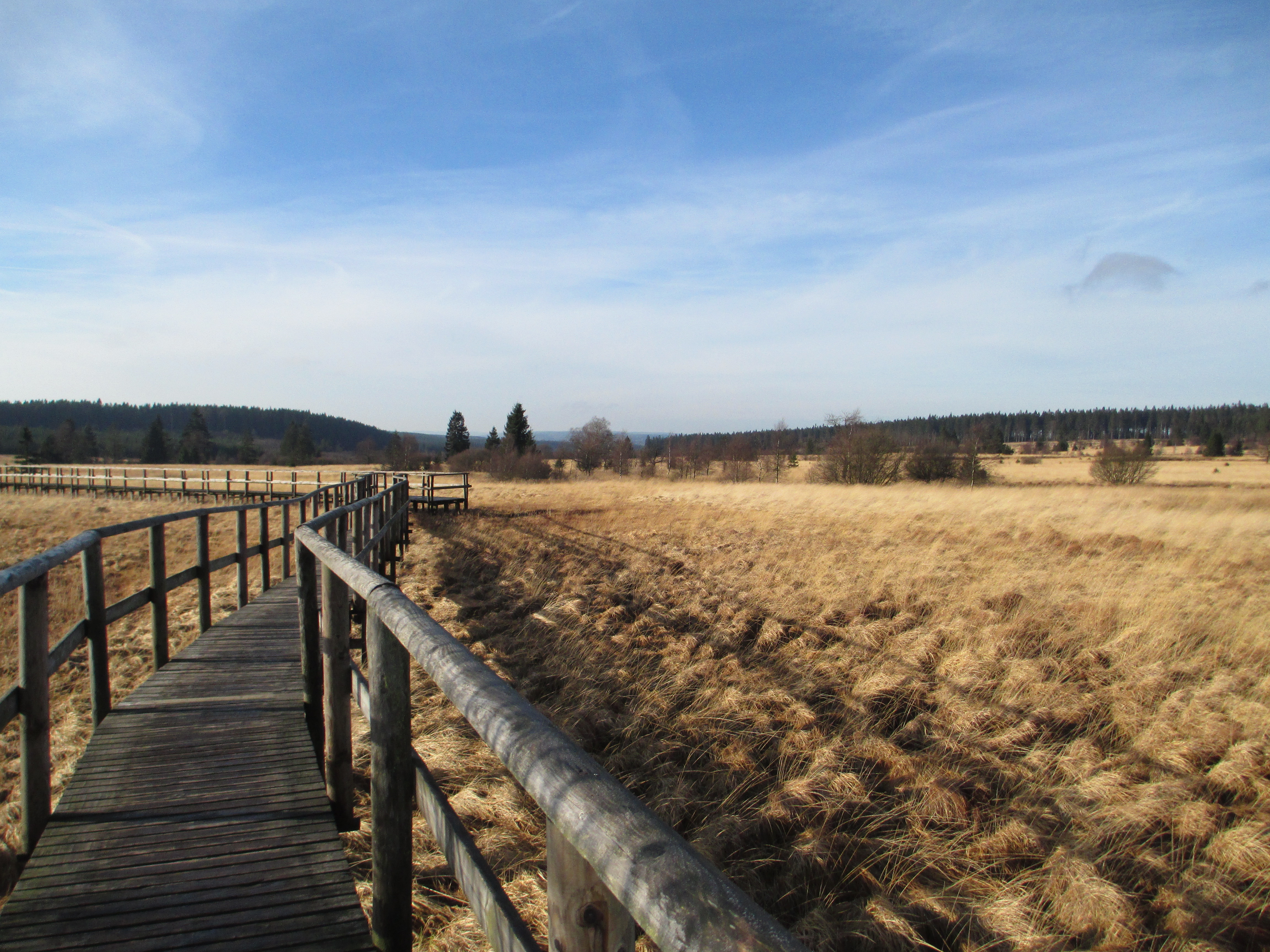
La Fagne de la Poleur sur le Plateau des Hautes Fagnes de l'Ardenne en Wallonie avec ses caillebotis typiques (sentiers de randonnée en bois)

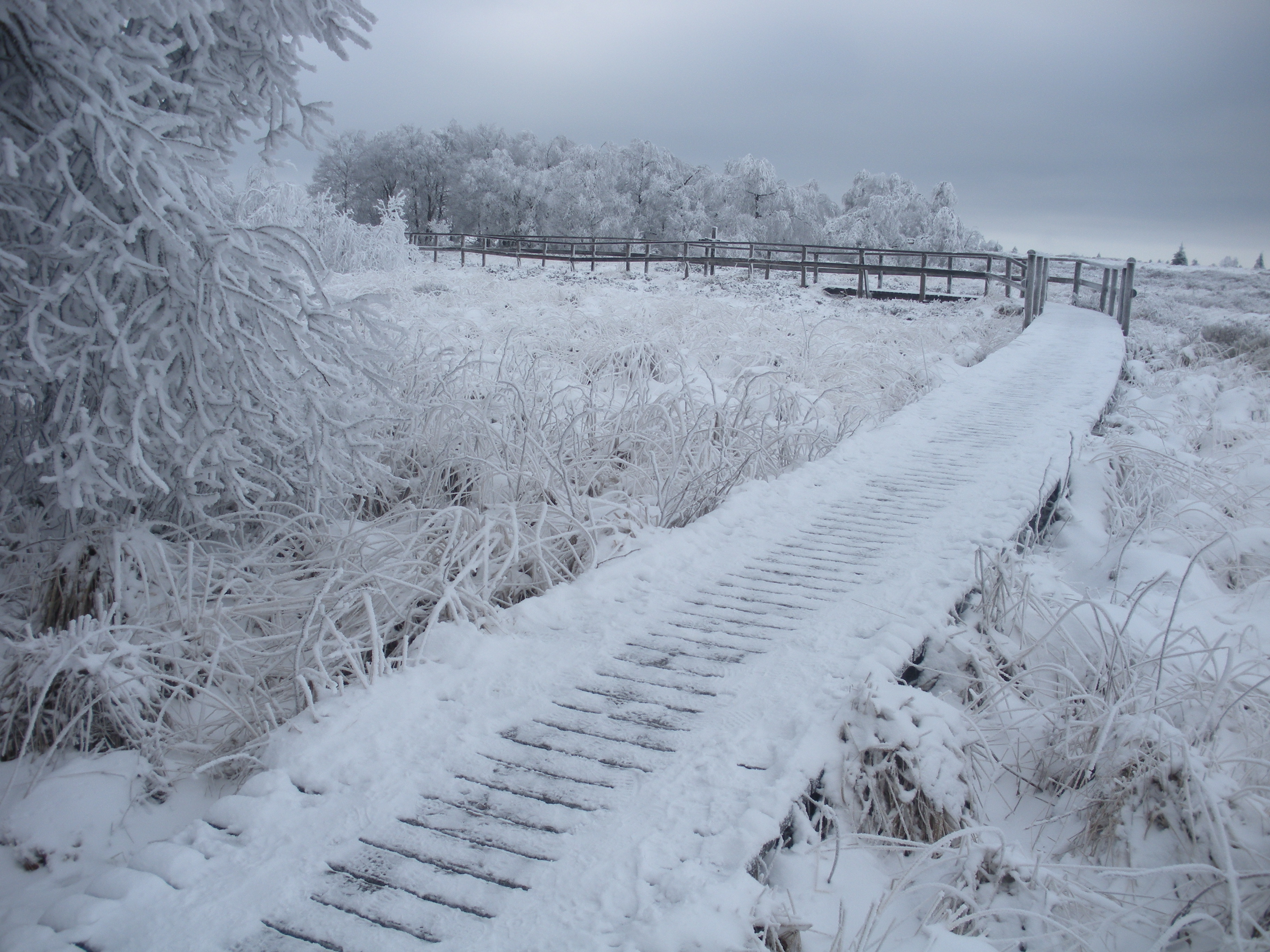
Caillebotis de la Fagne wallonne, sous la neige. Réserve naturelle des Hautes Fagnes.

- Jacques Fettweis : le bois et la musique traditionnelle, in Bayard, Dolhain-Limbourg, no 3, automne 1988[12].
- Des papes à Lodomez, in Maugis, pp. 16-18, Vresse-sur-Semois, no 8, hiver 1989[88].
- Au pays des Pouhons, in Maugis, pp. 8-11, Vresse-sur-Semois, no 9, printemps 1990[88].
- Souvenirs arthuriens en Bretagne, in Maugis, pp. 21-23, Vresse-sur-Semois, no 14, été 1991[2].
- Hautes Fagnes et légendes, in Les Amis de la Grive, Charleville-Mézières, no 154 (Printemps), 15 mars 2002[17].
- La Grande Chasse dans les arts et les lettres , in Les Amis de l'Ardenne, Charleville-Mézières, no 15 (Hiver), 20 décembre 2006[89].
- Le Petit Peuple dans l'Ardenne du Nord, in Musée en Piconrue, pp. 97-104, Bastogne, no 92, 4e trimestre 2008[17].
- Les traditions de Noël, du paganisme au christianisme, in Musée en Piconrue pp. 84-96, Bastogne, no 108, 4e trimestre 2008[17].
- Le légendaire fantastique de l'Ardenne du Nord, in Les Amis de l'Ardenne, Charleville-Mézière, no 43, mars 2014[90].

### Ouvrages préfacés par Albert Moxhet

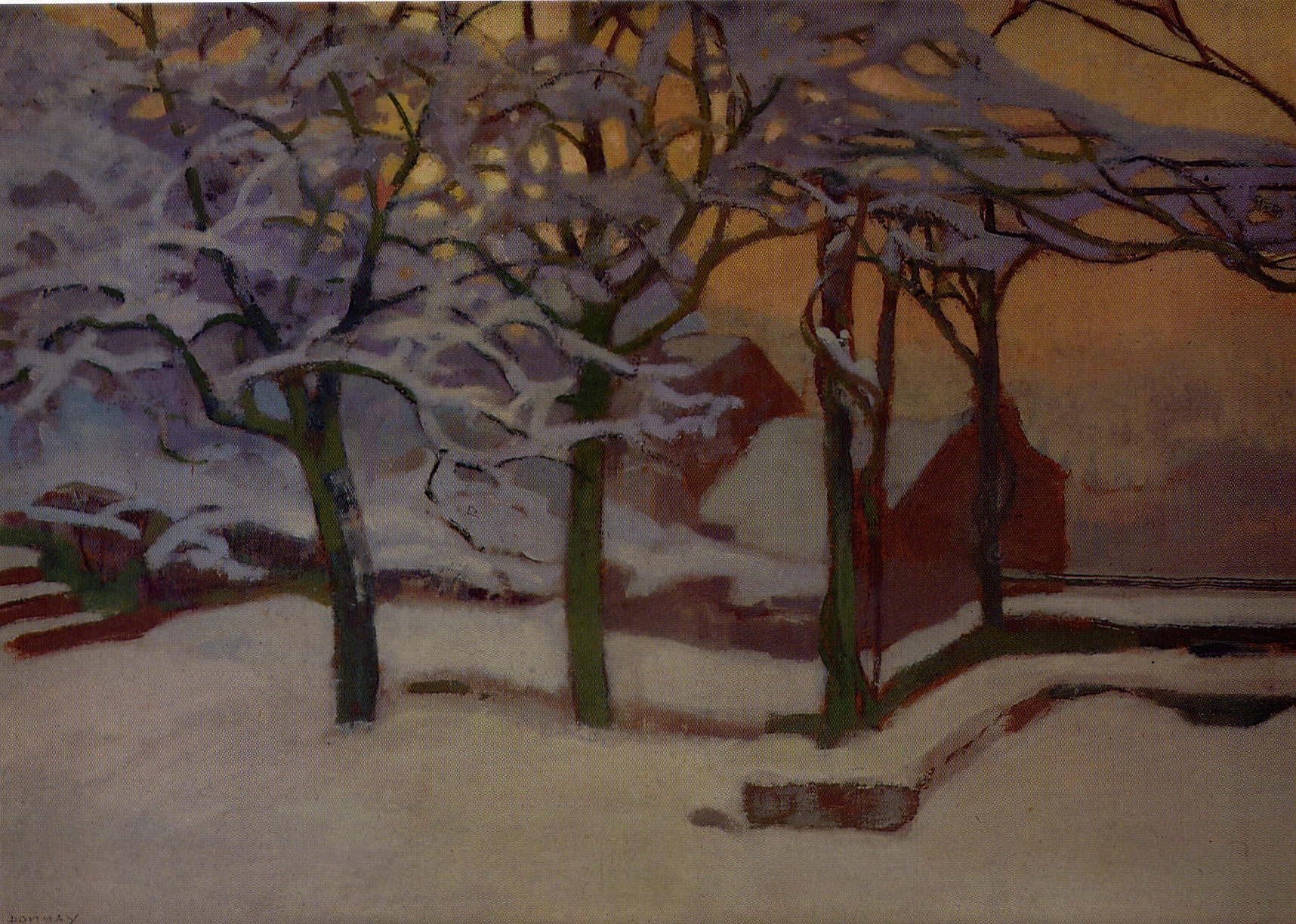
Jardin sous la neige d'Auguste Donnay (Musée des Beaux-Arts de Liège)

- Marcel Taton, le Maître de la métamorphose de Hugo Brutin, préface d'Albert Moxhet[91], [92].
- Le loup dans les traditions wallonnes de Max Lamboray, préface d'Albert Moxhet, collection Mémoires d'une région, éditions Librairie La Dérive, Verviers, 2000[93].
- Contes du bon peuple wallon, préface d'Albert Moxhet, présentation de Pol Noël, illustrations d'Auguste Donnay, Verviers, Nostalgia, 2003[94].
- Marcel Taton, 50 ans et deux décennies d'expositions, 2007, préface d'Albert Moxhet, textes de Hugo Brutin[95], [96].
- Quand fleurira l'épine, recueil de poésie de Patrick Germain, préface d'Albert Moxhet, conception et illustration de Sophie Body, Ortho, éditions Spirale, 2010[97], [46].
- Tu sais où tu vas, recueil de poésie de Robert Schaus, préface d'Albert Moxhet, édition Krautgarten, 2015[46].

### Quelques contes

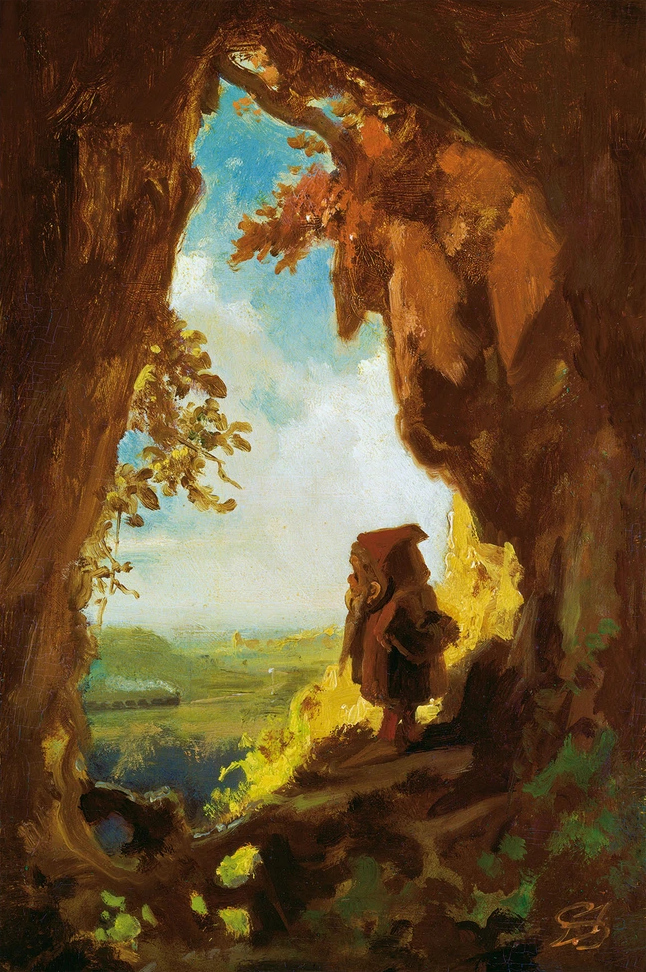
Gnome regardant le train par Carl Spitzweg.

- Albert Moxhet et les collégiens de Briand, à Revin (Ardennes, en France), créent un conte : des élèves de 6e ont rencontré Albert Moxhet afin d'écrire "un conte collectif en rapport avec les êtres merveilleux des contes et légendes des Ardennes : sorcières, nutons et autres gnomes !". L'objectif était de participer au concours "Écrivez votre propre conte" de la première édition du festival Printemps des Légendes à Monthermé, en 2009[98].
- La musique est dans l'escalier, conte de Noël. "Peut-on parler d'escalier à musique ? Toujours est-il que, lorsqu'il allait rendre visite à un ami vivant sous les toits, à chaque étage, il entendait une musique différente. La dame du rez-de-chaussée avait un faible pour Adamo et les crooners à la voix de velours. Au premier étage, le locataire était un fan de rock and roll et faisait partager sa passion à toute personne traversant le palier. Le couple du second était plutôt branché "musiques du monde", on pouvait donc percevoir au passage la délicatesse d'une harpe celtique, la respiration étouffée d'un didgeridoo australien ou l'envol de flûtes andines..." (Albert Moxhet, 2009)[46].
- Le Rassemblement, conte de Noël. "Le vieil homme naviguait dans ses pensées sur la mer paisible de ses souvenirs. Il se retrouvait à diverses époques de son existence et se rencontrait donc lui-même à différents âges..." (Texte d'Albert Moxhet, illustration d'Anne Liégeois, 2012)[46].
- La Boule à neige, conte de Noël. « Le Petit Prince songeait dans sa bulle. Au retour de son long voyage, il avait transformé son astéroïde en une boule de cristal et s'était établi dedans pour réfléchir... » (Albert Moxhet, 2013)[46].

### Critiques artistiques et littéraires
Critique d'art, Albert Moxhet rédige maints textes, tant dans la presse écrite que dans la presse parlée ainsi que pour Internet . En voici un aperçu :
Dans le site officiel de Robert Counhaye, photographe, on peut lire : "Chez Robert Counhaye c'est à la fois la patience et l'à-propos qui sont à l'origine de photos où, la plupart du temps, un humour parfois caustique emporte l'adhésion par un jeu de similitude ou d'opposition des attitudes..." (Albert Moxhet. Journal Le Jour, 7 juin 1996).
À propos de Béatrice Graas : « L'œil attentif et le sourire discret de Béatrice Graas se reflètent sur sa production artistique - peinture et gravure - pour lui donner un taux élevé de complicité ironique... », décembre 1998.

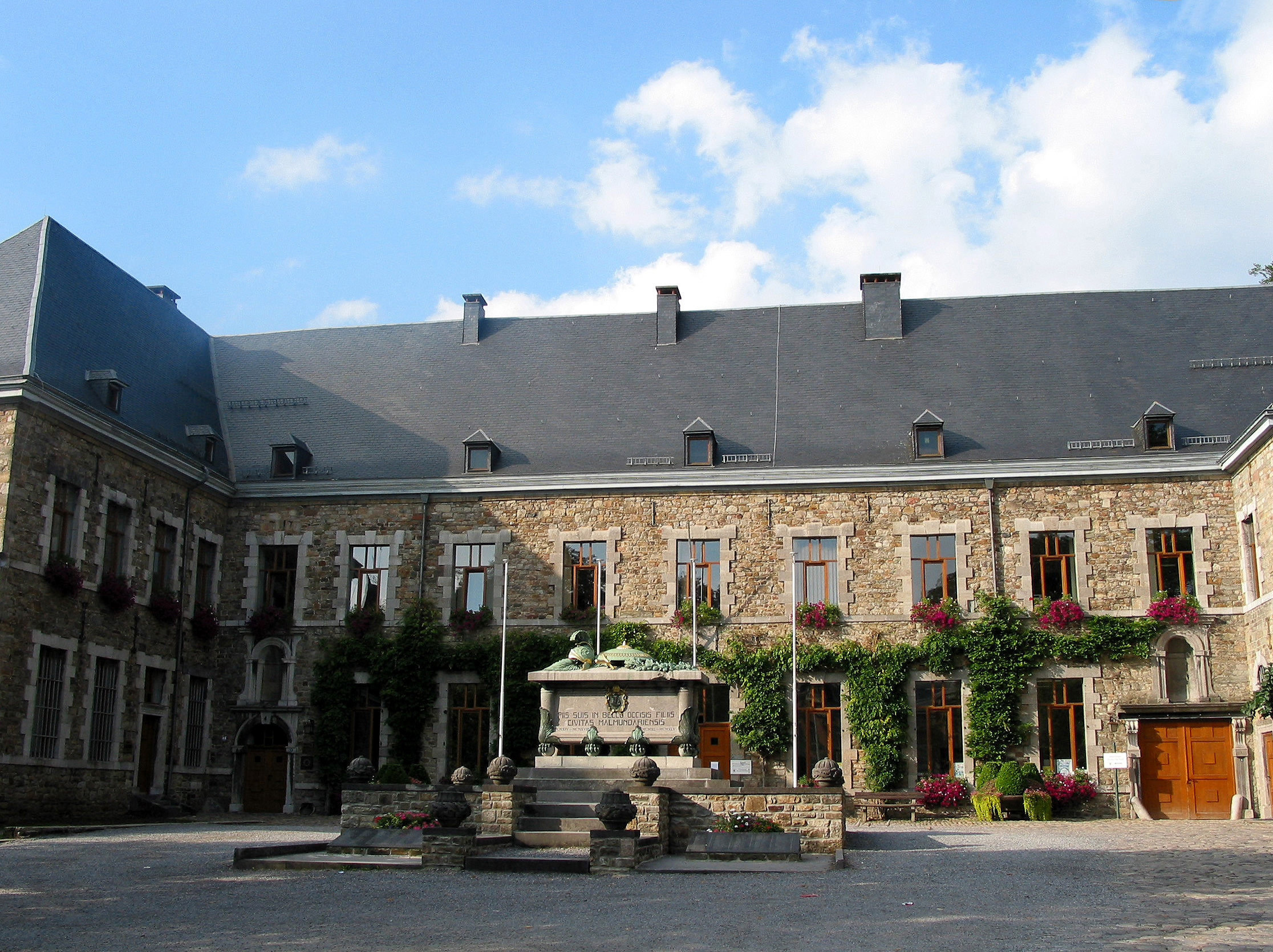
Monument aux victimes tuées à Malmedy lors de la guerre de 1940-1945 et ancien monastère (XVIIIe siècle).

Dans Le Presse-papiers de Liège, au sujet du livre de Bruno Kartheuser, Belge germanophone, Die 30er Jahre in Eupen-Malmedy (Les années 30 à Eupen-Malmedy), coédité par Krautgarten et le Centre d'études guerre et société en 2001, Albert Moxhet écrit : "On y démonte avec toute la rigueur de la critique historique l'incroyable manipulation dont fut l'objet la population des Cantons de l'Est de la part des autorités allemandes nazies, depuis 1933. L'ouvrage se lit avec un intérêt croissant...", janvier 2002.
Lors d'une exposition de Jean-Pierre Aser (Julémont) à Theux, Albert Moxhet écrit : « En peinture ou dans ses œuvres en trois dimensions, Jean-Pierre Julémont cherche toujours à aller au-delà du visible. Certains diront que la douleur est une constante de sa production artistique ; ce serait un peu court car si, effectivement, on part de la chair pour aboutir au squelette, cela n'a rien d'un écorché morbide au sadisme latent, c'est le signe d'une démarche symbolique d'intériorisation... », octobre 2007.
Dans la rubrique Artistes theutois du site du Syndicat d'initiative de Theux - Franchimont, une critique d'Albert Moxhet concernant Christian Verpoorten, un sculpteur et peintre originaire de Verviers et Theutois d'adoption, est citée : « Monsieur Albert Moxhet déclare dans un article de presse au sujet de l'artiste : Christian Verpoorten est sculpteur au plus profond de lui-même, inventeur de formes où la figuration reste symbole dans un langage personnel qui permet à chacun de créer son propre itinéraire. Il n'y a pas de sculpture sans qu'un projet ait d'abord été lancé par la rencontre de plusieurs idées qui vont s'interpénétrer pour donner à l'œuvre une rare densité. », juillet 2010.
Dans la classification des Beaux livres relatifs aux Hautes Fagnes, Albert Moxhet écrit au sujet de l'ouvrage d'Annick Pironet : Hautes Fagnes, morceau choisi : Malchamps, Alleur (Liège), Éditions du Perron, 2011 : « C'est à une promenade enchanteresse sur les hauteurs de Spa que nous invite l'auteure au fil de pages abondamment illustrées et ponctuées de commentaires concis.... », 2011.
Concernant Chantal Pirson, peintre, et Catherine Millet, peintre et sculptrice, sur le site Best of Verviers, dans la rubrique Samedi Coup de cœur d'Albert Moxhet, on peut lire : « L'une, Chantal Pirson, est une peintre familière de la Galerie Azur, à Spa. L'autre, Catherine Millet, nous vient du Nord de la France et, dans sa première exposition spadoise, donne à voir d'étonnantes sculptures... », mars 2012.
Le Cercle des Beaux-Arts de Verviers cite la critique d'Albert Moxhet, parue sur Best of Verviers, relative à l'exposition, en 2012, de caricatures de presse de Jacques Sondron : « La caricature quotidienne est un exercice de haute voltige qui, outre le trait rapide et percutant, réclame une connaissance synthétique de l'actualité, mais aussi le sens du détail piquant. Jacques Sondron, qui se prête à cet exercice pour les lecteurs des journaux du groupe L'Avenir, est un orfèvre en la matière... », octobre 2012.

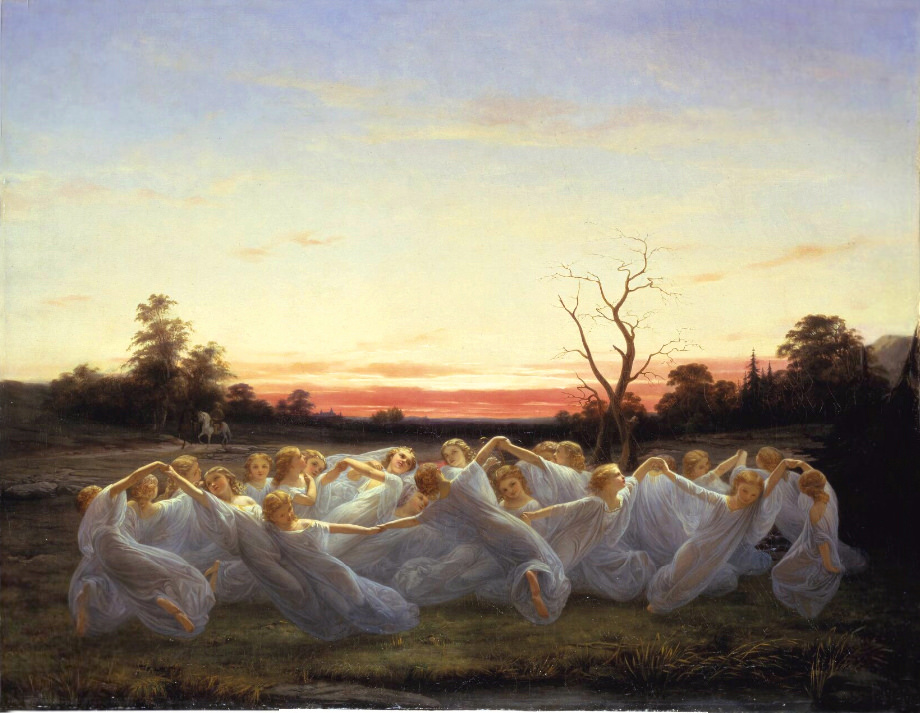
Ängsälvor (Elfes de la prairie), 1850, peinture de Nils Blommér.

Une chronique musicale entre autres : assistant à une répétition du groupe Accordanse dans un jardin theutois, avant la sortie du CD intitulé Bien de chez nous, Albert Moxhet écrit : « Judicieux, en effet, parce que les dix musiciens et musiciennes qui constituent le groupe viennent de Theux, Stavelot, Limbourg ou Embourg [...] et que les quinze morceaux qui en constituent le programme débouchent sur un hommage à Élie Demaison : la Valse de l'Aubier, composée par celui qui fut un musicien, sculpteur et vannier... ».
Dans les articles de presse et textes du site officiel de Michel Keutiens, peintre romantique verviétois, se trouvent ces lignes d'Albert Moxhet : « Michel Keutiens, le visionnaire. Influencé par Dali et le surréalisme, Michel Keutiens s'avoue aussi marqué par le réalisme magique ou le rêve symbolique du peintre méta-réaliste hollandais Johfra... ».
Dans la rubrique Samedi Coup de cœur d'Albert Moxhet, au sujet de l'exposition, à la Maison du tourisme de Herve (fin décembre 2013 - début janvier 2014), dédiée à Raymond Macherot et à Maurice Maréchal, Albert Moxhet écrit : « Maurice Maréchal (1922-2008), était professeur de français et d'espagnol à l'Athénée Royal de Verviers, mais le dessin était chez lui une passion qui l'amena, à 18 ans, à confronter modèle et portrait lors d'un passage de Fernandel au Coliseum de Verviers. Sur le conseil de Raymond Macherot, il propose, en 1957, au Journal de Tintin, les premières aventures de Prudence Petitpas, une sympathique vieille dame qui a des talents de détective et un chat, Stanislas [...]. L'exposition de la Maison du Tourisme de Herve, réunissant des planches, albums, sérigraphies, objets et films des deux amis, met l'accent sur le charme de leur ligne claire sans sophistication, mais accordée à leurs paysages et décors familiers, avec un humour qui, parfois, peut être grinçant sous des apparences bon enfant et rejoint par là le pessimisme inhérent au caractère des deux artistes... », décembre 2013.
Quant au livre L'Elféméride, voici ce qu'écrit Albert Moxhet sur ses auteurs, Pierre Dubois et René Hausman :  L'un et l'autre [...] ont l'art d'enrichir avec exubérance le thème choisi, même s'il s'agit d'une histoire courte. Pierre Dubois, avec la faconde et l'érudition d'un conteur passionné, nourrit son récit d'éléments narratifs qui lui donnent ampleur et résonance, tandis que René Hausman, d'un pinceau virevoltant et tout en nuances, peuple ses images de gens, d'animaux et de végétaux qui mettent en valeur le thème choisi dans le regard et l'imaginaire du lecteur..., janvier 2014.
Au sujet de Martine Graffart, Albert Moxhet écrit : « L'aquarelliste et le funambule ont ceci en commun, c'est qu'ils ne peuvent se permettre aucune erreur. Il n'y a pas de "repentir" possible dans leur travail. Martine Graffart, qui n'est pas funambule, n'a pas toujours été aquarelliste, mais elle est parvenue, dans cette discipline, à une maîtrise remarquable... », janvier 2014.
S'agissant de Phares dans la tempête du deuil de Marie-Noël Damas, Albert Moxhet écrit : « Chacun de nous est confronté, un jour ou l'autre, au décès d'un être aimé et donc à l'immense souffrance qui en résulte. Psychothérapeute theutoise, Marie-Noël Damas s'est spécialisée dans le suivi des deuils... », 2014.
Dans la rubrique Samedi coup de cœur d'Albert Moxhet, il écrit au sujet de l'exposition Tricolore chez Christie à Soiron : « En s'inscrivant dans cet hommage à nos couleurs nationales, les quelque vingt-quatre artistes qui exposent actuellement à l'Espace d'Art Christie ont relevé le défi d'utiliser principalement ces trois couleurs dans le contexte habituel de leurs œuvres. [...] C'est ainsi que les makrales de Georgette Jacomin ont formé [...] une escadrille tricolore au lieu du seul noir habituel, ou encore que les femmes africaines dessinées par Jean-Claude Vincent voient se colorer leurs colliers traditionnels », juillet 2014.
Dans cette même rubrique Samedi coup de cœur d'Albert Moxhet, il présente le livre de Clément Mathieu : Une jeunesse ardennaise à Oneux-Theux (Belgique) 1944-1959 (Éditions L'Harmattan, 2014) : « Clément Mathieu évoque des personnes, des lieux, des événements, des objets [...] qui reprennent leur place dans un ensemble qui se reconstitue tout naturellement sous sa plume. Au fil de pages ponctuées de dates précises, on peut se rendre compte qu'il ne s'agit pas ici, pour l'auteur, d'ouvrir une boîte à souvenirs fermée depuis longtemps, mais bien de mettre par écrit une part de sa vie qui l'accompagne depuis toujours quels qu'aient été les péripéties et les honneurs d'une carrière bien remplie. ».

### Quelques biographies
Albert Moxhet publie, dans la revue mensuelle du Pays de Franchimont, le Bulletin du Royal Syndicat d'Initiative de Theux, de nombreuses biographies que l'on retrouve dans la rubrique "Portrait" du site de ce Syndicat d'initiative.

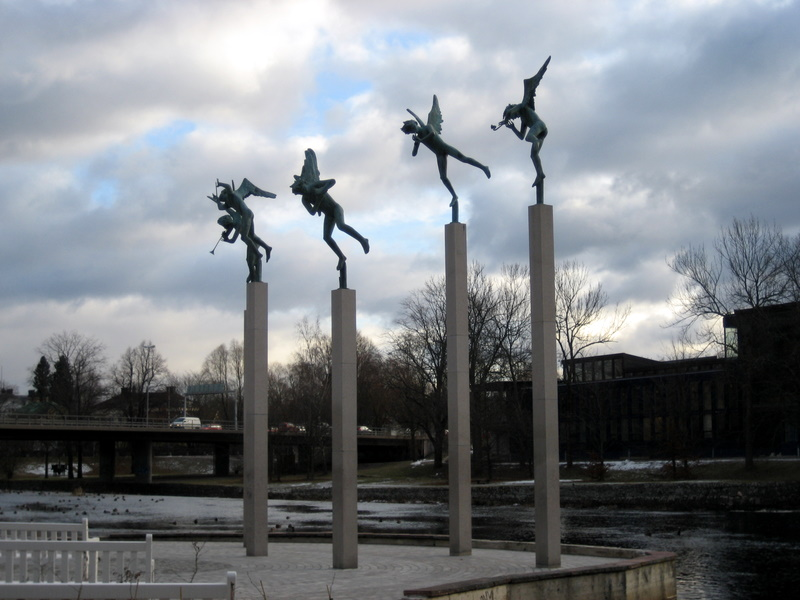
Allégorie évoquant la musique et ses instruments.

- Anaïs Hennemont. « La musique et la chanson pour tisser l'amitié à travers le monde. Avoir quinze ans et être, grâce à la musique et à la chanson, l'ambassadrice de l'amitié entre les peuples ce n'est pas courant. C'est pourtant ce qui est arrivé à une jeune Spadoise [...]. Contactée par Michel Van Loo, du Centre dramatique de Wallonie pour l'enfance et la jeunesse, et par Pascal Pochet, un Belge qui est le représentant de La Colmenita, un théâtre d'enfants de Cuba, Anaïs participe au concours Cantàndole al Sol organisé à La Havane... » (mars 2000)[6].
- Anne Gérard. "À la suite d'un stage d'art dramatique durant le Festival du Théâtre national à Spa, elle est repérée par Jacques Huisman et Jean-Claude Drouot et engagée dans cette prestigieuse maison [...] Elle travaille la céramique et, maniant la plume avec élégance et l'imagination avec subtilité, elle collabore activement à l'Atelier de Création du Festival du Conte et de la Légende de Stavelot..." (novembre 2004)[6].
- Jacques Dochamps. "Pour une série (RTBF de Liège) consacrée aux grands mythes, avec l'appui de l'Université de Liège, Jacques Dochamps tournera en Bretagne, à Paris, en Angleterre et à Franchimont l'épisode relatif à Perceval. Entre-temps, Jacques a rencontré José Gualinga, un Indien d'Amazonie équatorienne, époux d'une Belge[112] originaire de Jehanster et déléguée des peuples de sa région auprès des Communautés européennes à Bruxelles. Il est aussi le fils d'un chaman très respecté. C'est l'époque où il démarre Dunia, Jacques se rend chez les parents de José, à Sarayaku, en Amazonie. Il réalise Paroles rouges pour un frère blanc..." (novembre 2004)[6].

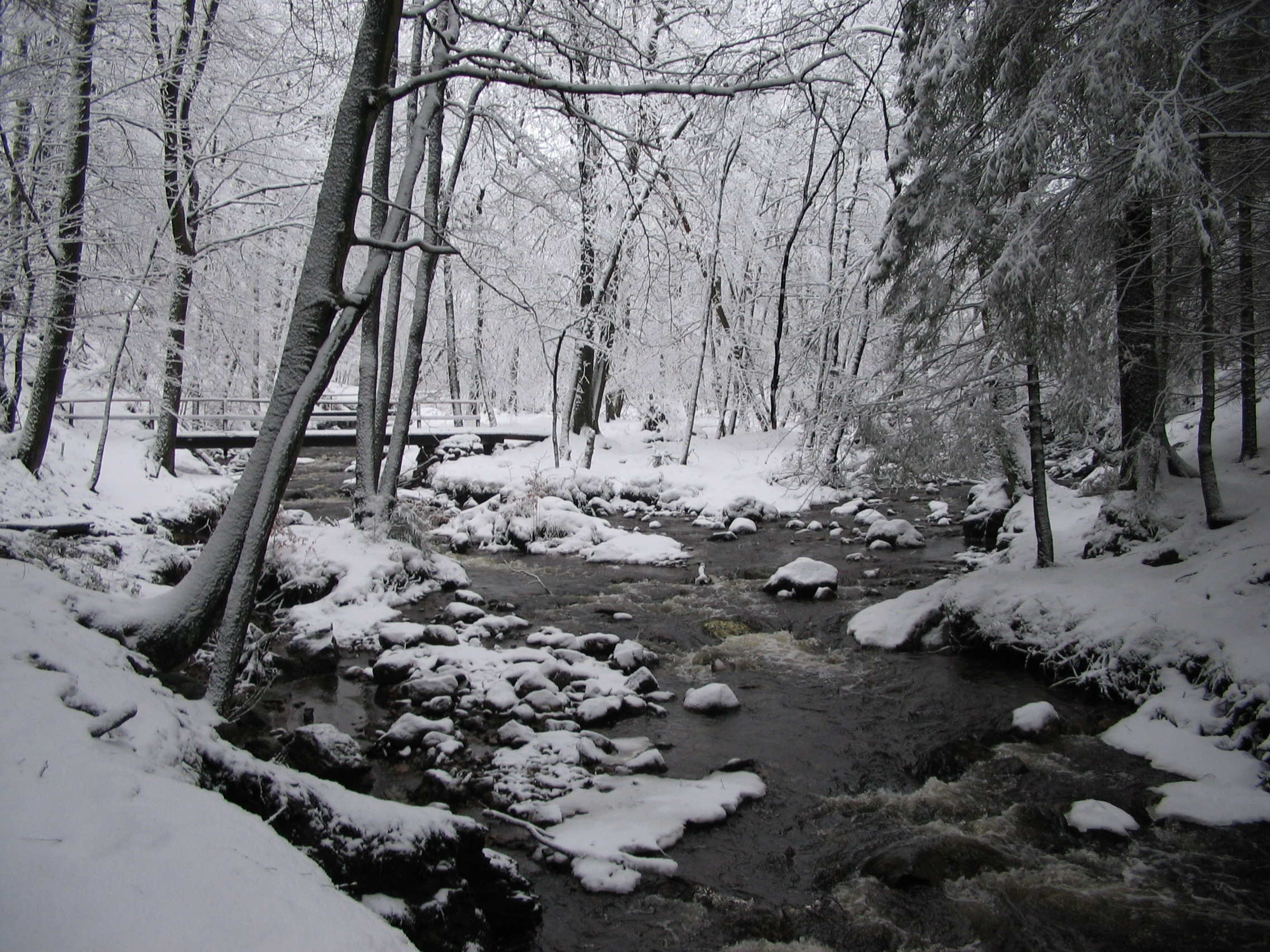
La Hoëgne sous la neige

- Jacques Dubois. « Bien que Pépin, Jacques Dubois est une véritable institution culturelle theutoise. Il fut, avec André Wilkin, l'un des fondateurs de La Marotte, animant la galerie aussi bien que les ateliers [...]. Dans le domaine public de nos bords de Hoëgne, on lui doit la Vierge du Vieux Pont de Polleur, remplaçant celle qui fut dérobée, le mémorial aux pompiers victimes de l'explosion du 4 janvier 1997 [...] chez Jacques, l'être humain n'est jamais loin : englobé dans l'œuvre ou lui servant de point de repère, comme le Nord magnétique pour l'aiguille de la boussole. Cela correspond au tempérament de l'artiste et aux valeurs qu'il défend... » (juillet 2005)[6].
- Denis Bruyère et l'atelier de Sassor. « Pour chacun d'entre nous, le centre du monde, c'est en définitive l'endroit où l'on vit et d'où on saisit ce qui se passe ailleurs. Dans certains cas, cela se concrétise d'une manière particulière en fonction d'un rayonnement extraordinaire. C'est assurément ce qui se passe à Theux pour Denis Bruyère [...], ébéniste-créateur. [...] Des expositions en Belgique mais aussi à l'étranger ont fait connaître le travail de celui que Julos Beaucarne a surnommé le couturier du bois. C'est ainsi que Christopher Payne, expert en mobilier et sculpture chez Sotheby's à Londres et à la BBC, l'a repéré à Paris alors qu'il cherchait depuis plus de deux ans un créateur de haut niveau capable de réaliser un meuble hors du commun [...], le bureau Bernard-l'Hermite, inspiré de la forme de coquillages... » (avril 2008)[6].

### Critiques de films
Trois films documentaires, réunis en un DVD bilingue français-espagnol, ont été réalisés à Sarayaku par Eriberto Gualinga, l'un de ses habitants. "Il s'agit (titres français) de Je suis le défenseur de la forêt (2003), Savoirs des hommes de la forêt (2006) et Le Grand Chemin Vivant de Fleurs (2010). « Dans des atmosphères qui traduisent fidèlement le contexte de la vie à Sarayaku, ces films définissent très clairement l'enjeu de la lutte pour la sauvegarde de la forêt. On y trouve des scènes étonnantes comme celle des femmes du village qui confisquent les armes des soldats venus soutenir les pétroliers. » (Albert Moxhet)
Le Chant de la Fleur de Jacques Dochamps, musique d'Ozark Henry. « On sait combien notre région est liée à la communauté des Indiens Kichwa de Sarayaku, en Amazonie équatorienne. Sabine Bouchat, l'épouse de José Gualinga, président de Sarayaku, est theutoise et l'asbl Frontière de Vie, qui soutient ce peuple dans sa lutte pacifique contre l'invasion des compagnies pétrolières, a son siège à Verviers. [...] Le Chant de la Fleur, réalisé à Sarayaku par Jacques Dochamps, lui-même theutois, au moment où, en 2012, fait exceptionnel, une commission de la Cour interaméricaine des Droits humains est venue sur place se rendre compte du bien-fondé du procès intenté par Sarayaku contre l'État équatorien pour viol de ses propres lois concernant les territoires des peuples indigènes... » (Albert Moxhet).
Tourné en six semaines, le documentaire Le Chant de la Fleur dépeint la vie quotidienne des Indiens Kichwa vivant au pied de la Cordillère des Andes et « confrontés à la folie des grandeurs de puissants pétroliers » (S.M.).

### Quelques chroniques et interviews audiovisuelles

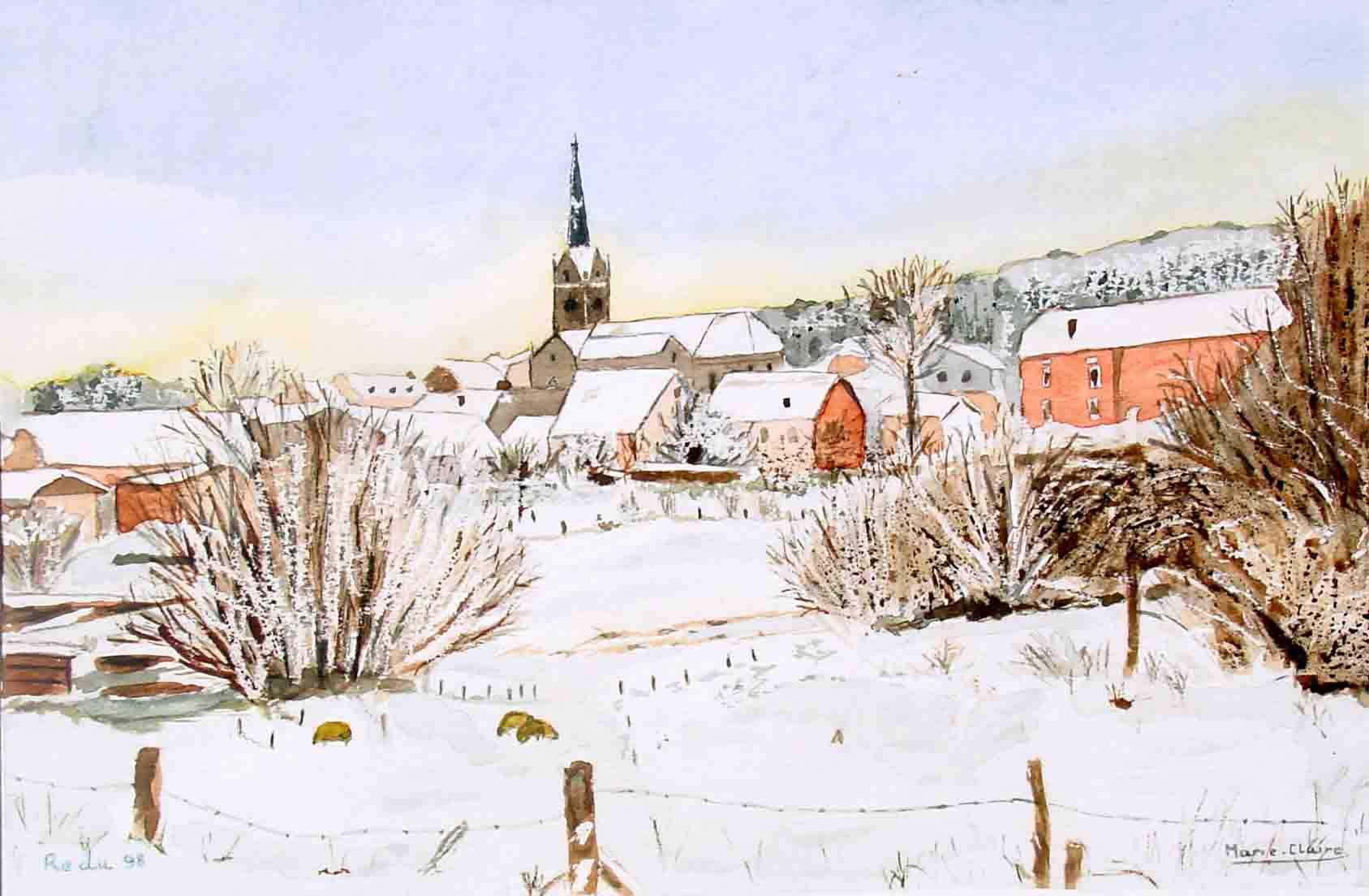
Redu en hiver

- Sur Radiolène, en 2000, Albert Moxhet présente Les rôles muets ont la parole de Guy Margraff[114].
- Sur Télévesdre, télévision de l'arrondissement de Verviers, pour l'émission du 29 septembre 2008 : « C'est un enseignant qui foule les chemins de traverse du journalisme. Albert Moxhet est un homme féru de culture, qui, depuis de nombreuses années, œuvre au quotidien pour faire connaître les créateurs de notre région... »[115].
- Sur RTBF Vivacité - Radiolène Verviers : Lors du 10e anniversaire du Centre touristique de la Laine et de la Mode, Aqualaine a invité des artistes travaillant dans la région, tels que René Collienne, Dragana Bojic, Dora Götzen, Anne Liégeois, Pierre Boulengier et Serge Hendricks à exposer leurs œuvres. (Coup de cœur d'Albert Moxhet, 5 novembre 2009)[116].
- Sur RTBF, en février 2012 : Les sorcières de Belgique. Une vingtaine de procès pour faits de sorcellerie eurent lieu dans la grande salle du château de Fernelmont entre 1600 et 1620. Albert Moxhet explique que les procès des Macrales étaient injustes : « Elles ont, pour la plupart, été victimes de toute une série d'éléments comme la peur ou la rumeur, qui ne reposaient en réalité sur rien, voire pas grand-chose. »[117].
- Sur Télévesdre, en décembre 2012, Albert Moxhet explique, dans le magazine Via Euregio no 5, les traditions de Noël[118].
- Albert Moxhet, écrivain et chroniqueur artistique au château de Franchimont, reportage d'Edmée De Xhavée pour une émission du 26 mai 2013[82].
- Sur RTBF : Dans le village de Redu s'est tenue, en 2013, la troisième édition du Festival des Légendes. « Des journées qui se dérouleront entre Ardenne et Bretagne. [...] C'est l'ouvrage d'Albert Moxhet... »[119].

### Œuvres théâtrales représentées

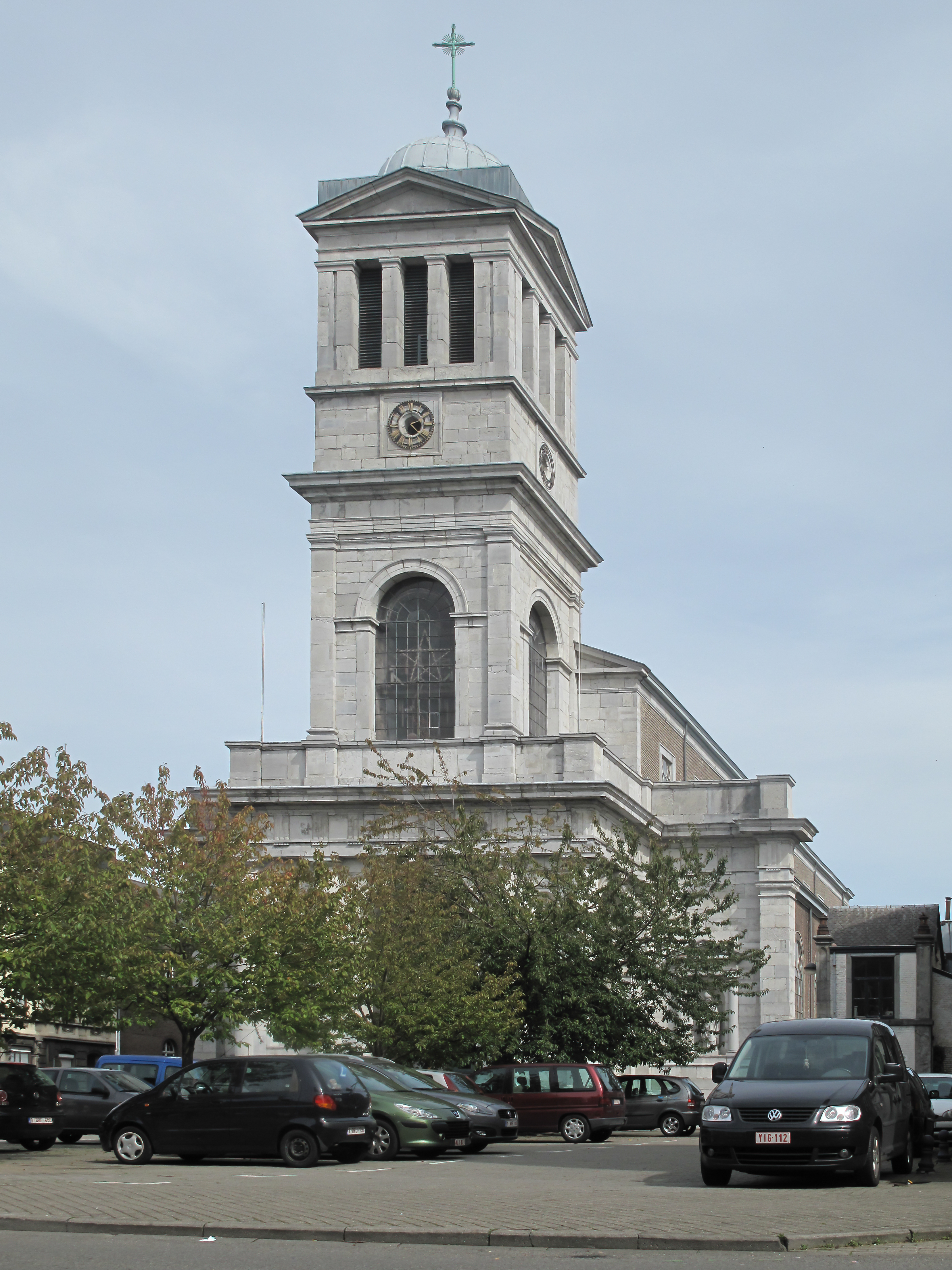
L'église Saint-Remacle de Verviers.

En 1988, l'œuvre théâtrale Vervier... Bonne Ville... il y avait des poissons dans la Vesdre d'Albert Moxhet, de Maurice Jaspar, Richard Faymonville, Jean-Marie Ruwet et Thomas Lambiet, mettant en scène soixante comédiens interprétant deux cent cinquante rôles, fut jouée au Grand-Théâtre de Verviers. « [...] une évocation théâtrale de vingt siècles d'histoire de Verviers. Cette fresque, qui sera montée dans le cadre du cent cinquantième anniversaire de la construction de l'église Saint-Remacle... ».
En 2008, Albert Moxhet et l'Atelier de Création du Festival du Conte et de la Légende de Stavelot (festival dont Marc Delacroix est le directeur artistique et le fondateur avec Albert Moxhet et Christiane Lemaire) écrivent Punctum diabolicum ou Les noces de flammes, pièce de théâtre fondée sur les documents authentiques de quatre procès de sorcellerie ayant eu lieu aux XVIe et XVIIe siècles dans la Principauté abbatiale de Stavelot-Malmedy.
L'univers clos de Cyrille, texte du livre d'artiste (photographies) de Jean-Marie Boland, met en scène un personnage haut en couleur bien connu au pays de Herve, .
Le Jeu de la Chèvre rouge est une pièce pour marionnettes.

### Expositions et catalogues d'art

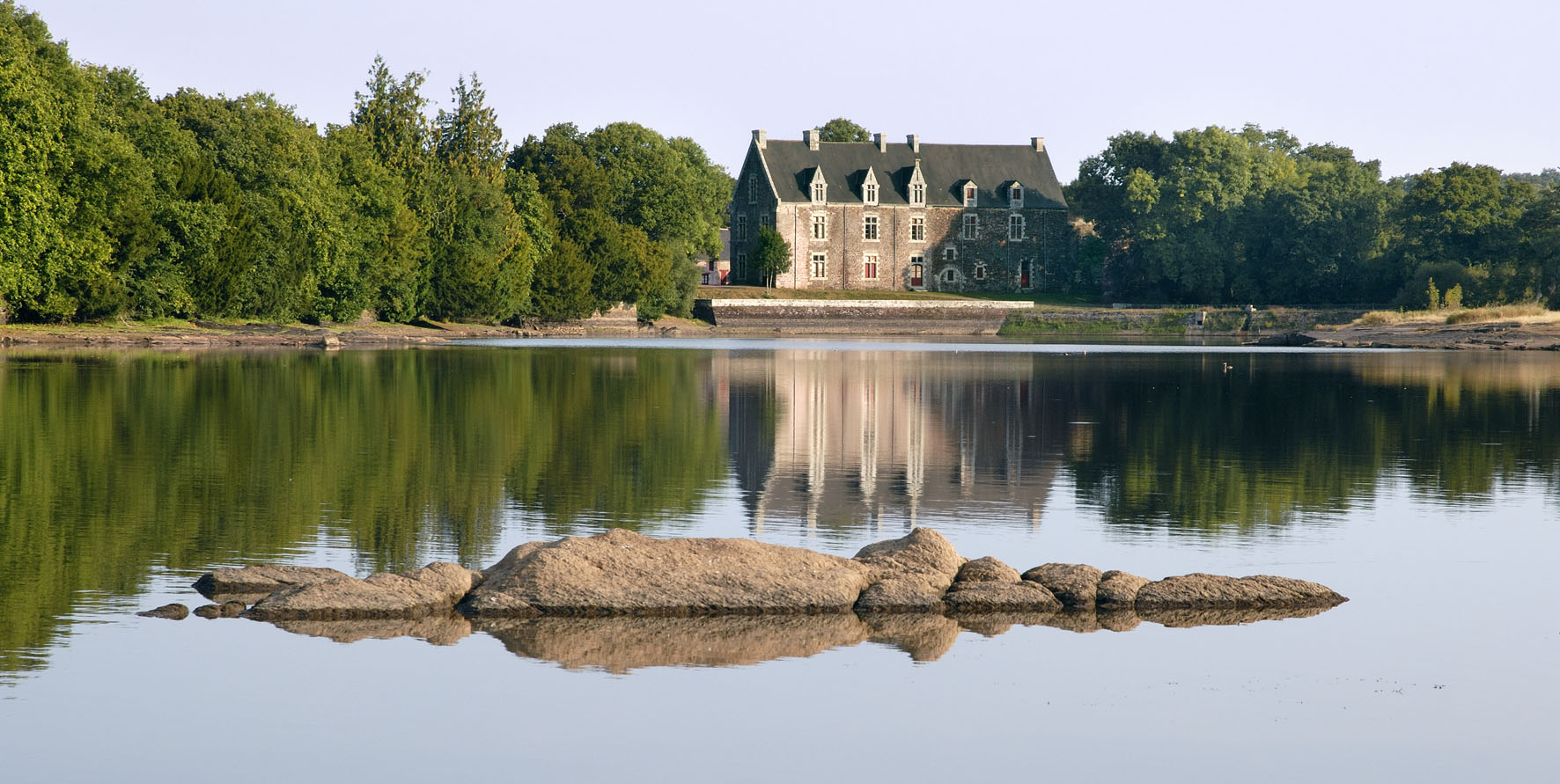
Château de Comper, à Concoret, sur les rives de l'étang de la Fée Viviane.

Dans la bibliographie concernant Marcel Taton, outre le livre précité, Marcel Taton, une décennie d'expositions, se trouvent deux catalogues d'art dont les textes sont d'Albert Moxhet : Pour saluer Marcel Taton (1994) et Marcel Taton, quinze ans d'expositions (2002).
L'exposition Le Pays des Sotês, figurines, sculptures, peintures, dessins et gravures exclusifs, livres, s'est tenue au domicile d'Albert et Anne Moxhet (Anne Liégois (1948 - 2013), épouse d'Albert Moxhet), à Theux. Cette présentation d'œuvres artistiques thématiques  les nains des légendes ainsi que des livres d'Albert Moxhet, ouvrages récemment publiés, s'est déroulée en collaboration avec les Ateliers créatifs de l'asbl Arc Verviers (Ateliers du Manège).
Au Musée en Piconrue s'est tenue d'avril 2012 à juin 2013 une exposition de l'œuvre d'Edmond Dauchot qui, « fasciné par la nature primitive de l'Ardenne, [...] photographia inlassablement son village d'Ollomont et ses environs entre 1934 et 1971 ». Cette rétrospective, composée de nombreuses photographies et gravures, était accompagnée d'un album-catalogue, L'Ardennais. Photographies d'Edmond Dauchot, de 324 pages et 226 photographies commentées par Albert Moxhet.

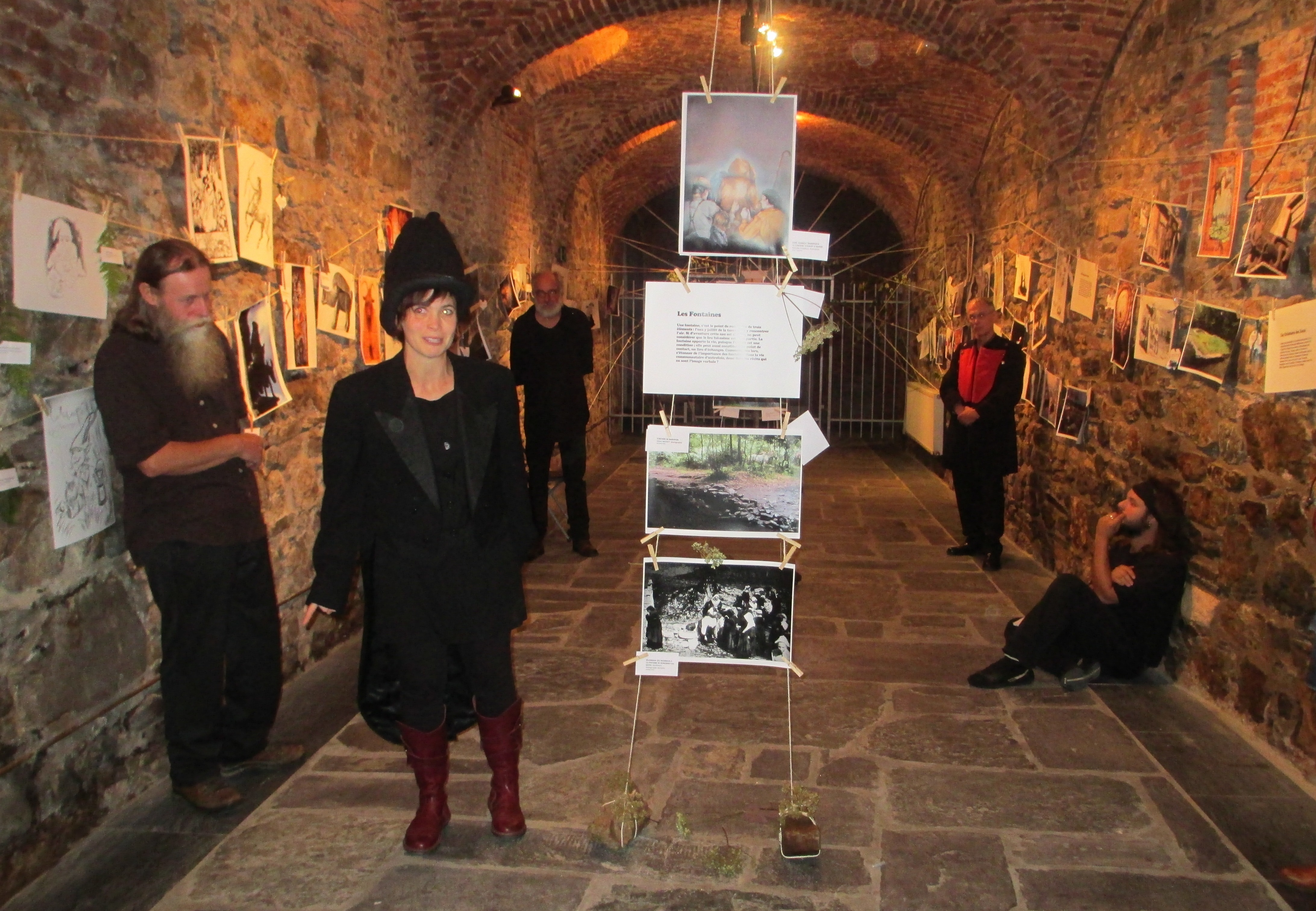
Les cinq conteurs du 17e Festival du Conte et de la Légende à Stavelot (2014)

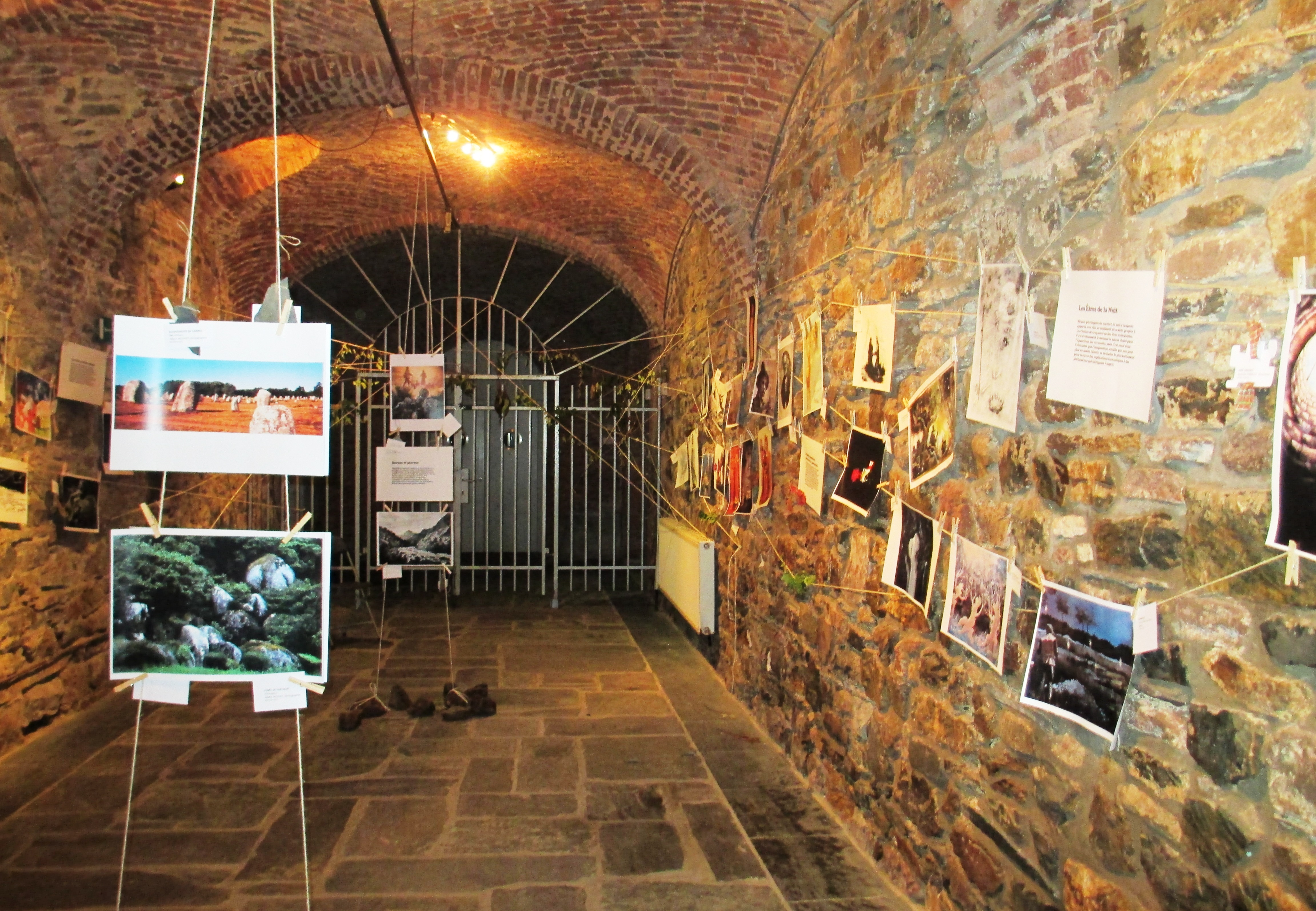
Une partie de l'exposition dédiée à Ardenne et Bretagne, les sœurs lointaines d'Albert Moxhet, lors du Festival du Conte et de la Légende à Stavelot (2014)

La réédition, en 2013, du livre Ardenne et Bretagne, les sœurs lointaines donne naissance à l'exposition de juillet - août 2013 au Château de Comper, à Concoret (France), organisée par le Centre de l'imaginaire arthurien dans la lignée de son projet constructif de coopération aboutissant aux Rencontres de l'Imaginaire. Cette exposition regroupe illustrateurs belges et bretons qui retracent le patrimoine commun de leurs deux régions au fil de soixante œuvres représentant des personnages légendaires. Trente œuvres sont créées spécialement pour les textes de ce livre et pour l'exposition.
Une autre exposition, engendrée par la réédition du livre Ardenne et Bretagne, les sœurs lointaines, s'est tenue au Musée en Piconrue, à Bastogne, de décembre 2013 à février 2014. Cet ouvrage est au cœur d'un projet d'exposition itinérante, fruit d'une coopération transnationale visant à valoriser le patrimoine légendaire [...] dans le cadre du programme européen LEADER sous la coordination du GAL Racines et Ressources de Saint-Hubert et du Parc naturel de Haute-Sûre Forêt d'Anlier de Martelange.
La 17e édition du Festival du Conte et de la Légende à Stavelot, en août 2014, a également pour thème l'ouvrage Ardenne et Bretagne, les sœurs lointaines, « sorte d'hommage à son auteur, le Theutois Albert Moxhet. Un hommage qui se décline en balades contées, exposition... ».

### Courts-métrages

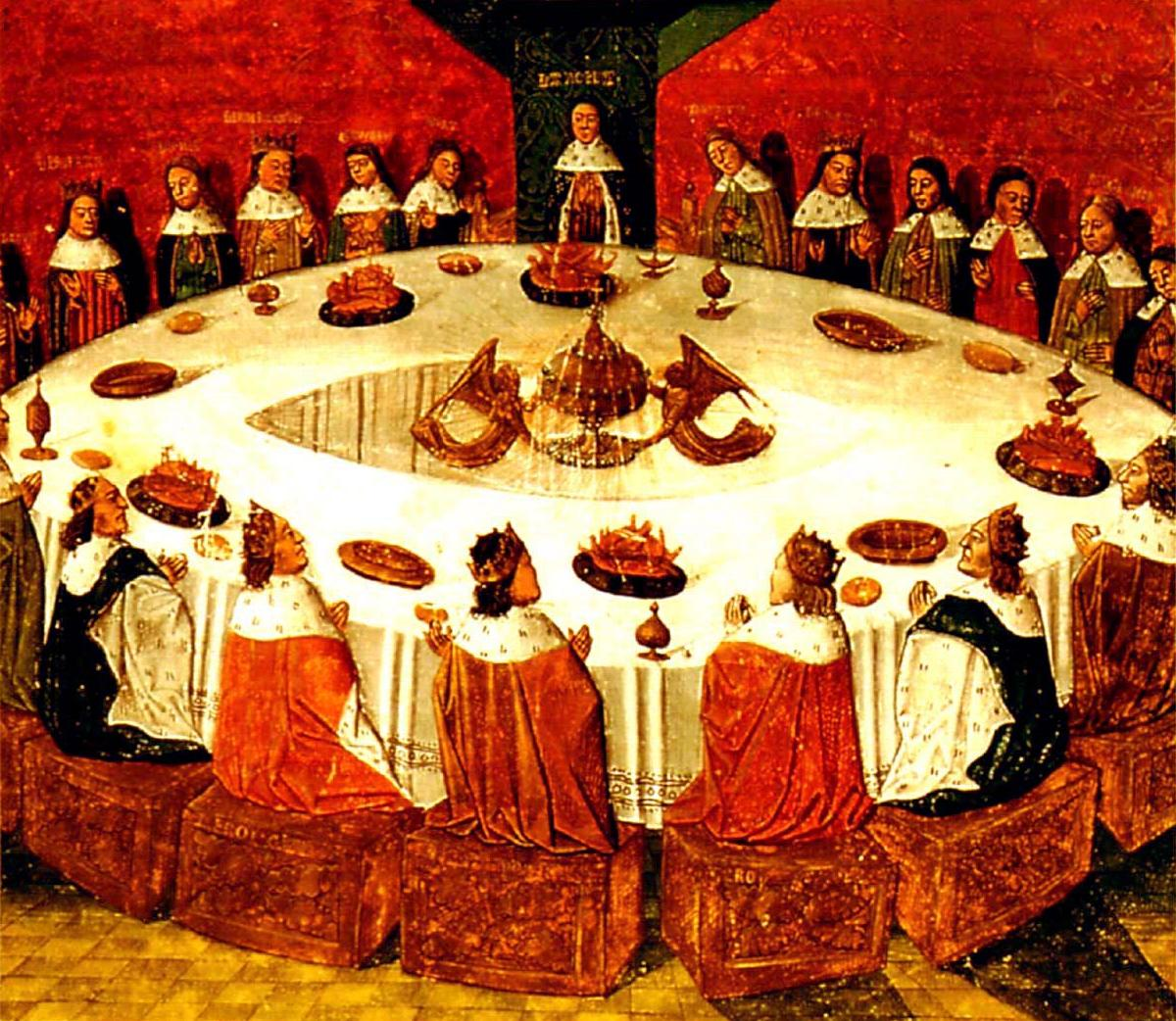
Le roi Arthur, les chevaliers de la Table ronde et le Graal.

Albert Moxhet réalise aussi des courts-métrages, parmi lesquels : 
- Un terrain dans la ville
- Mais te dire...
- Le Verbouc, clip TV écrit avec Luc Daele pour la R.T.B.F.

### Conférences

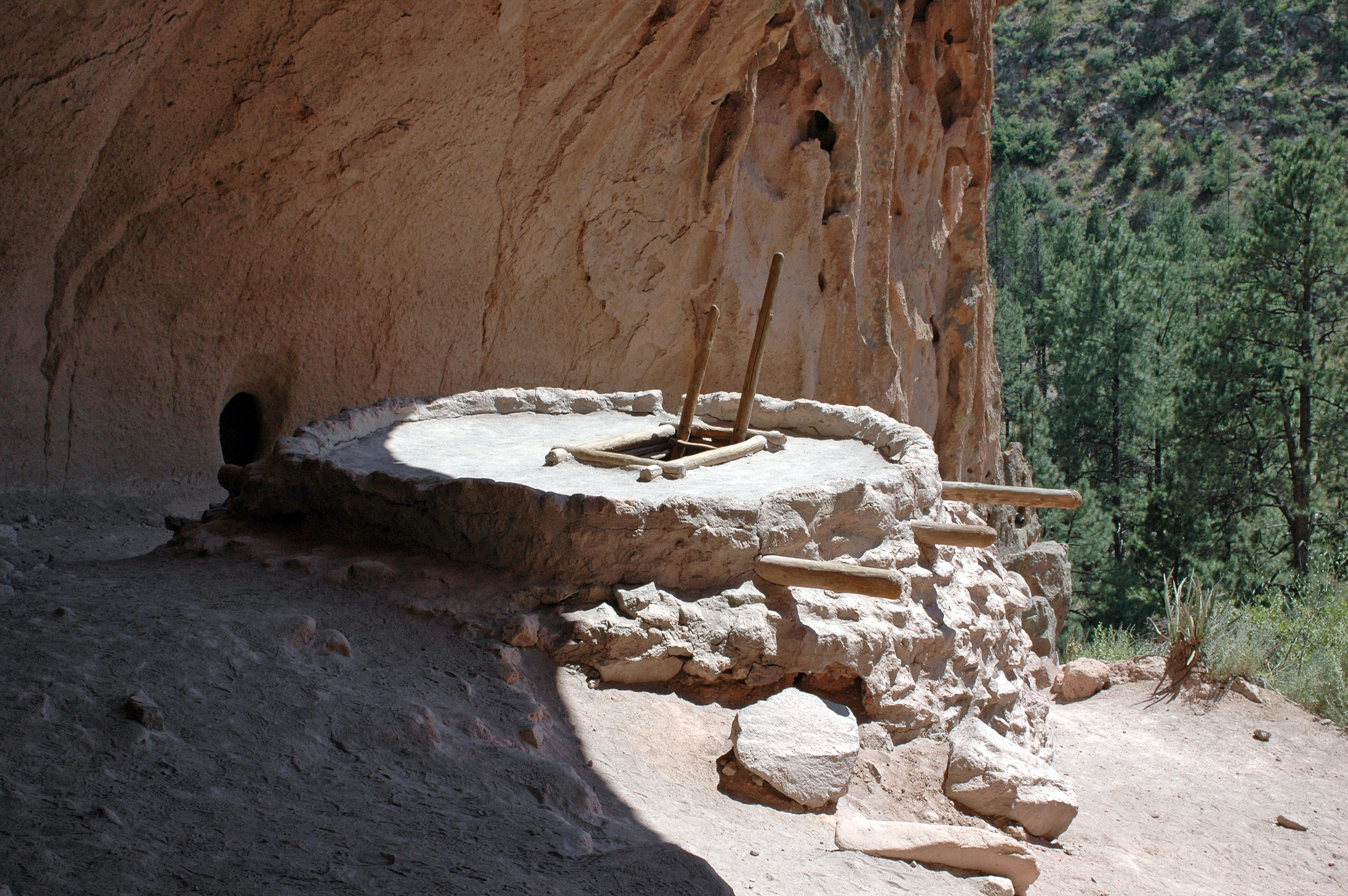
Kiva au Bandelier National Monument, Nouveau-Mexique.

Dans le cadre du cycle La quête du Graal organisé par l'Extension ULB Eau d'Heure (Centre de Culture scientifique, Université libre de Bruxelles), s'est tenue, le 8 novembre 2006, une conférence par Albert Moxhet (Université de Liège) : Le chaudron et la kiva : entre Celtes et Amérindiens.
Au cours du séminaire qui s'est déroulé au Château de Monceau-sur-Sambre, Charleroi, le 14 octobre 2009, Albert Moxhet et Pol Noël donnèrent une conférence ayant pour thème les Sorciers et êtres légendaires, de nos terroirs à Harry Potter, suivie d'une autre conférence par Albert Moxhet (conteur, président du Festival du Conte et de la Légende de Stavelot sur la Sorcellerie en Ardenne.
Lors du festival du Printemps des Légendes, dont le livre Ardenne et Bretagne, les sœurs lointaines d'Albert Moxhet était au cœur du thème, la conférence du 14 avril 2012 fut animée par Claudine Glot, Pierre Dubois, Albert Moxhet et Olivier Rime. Cette conférence sur les points communs entre le légendaire ardennais et le légendaire breton se termina par un « véritable appel à aimer et protéger toutes les forêts... ».
Albert Moxhet était invité, le 19 avril 2012, à la bibliothèque et ludothèque Vielsalm pour une conférence À propos des légendes.
Il donna une nouvelle conférence dont le thème était : Balade au bois, ballade d'autrefois, le 26 avril 2012, à la bibliothèque Vielsalm.
Le 15 janvier 2013, l'Université des Aînés à Malmedy a invité Albert Moxhet à donner une conférence sur un sujet auquel il s'intéresse depuis longtemps : la Sorcellerie en Ardenne.
Au Musée en Piconrue, le 28 juin 2013, a débuté la réalisation d'un projet permettant d'effectuer des échanges d'expériences entre les territoires breton et ardennais. Le programme de cette opération intitulée les Rencontres de l'imaginaire comportait la présentation du livre d'Albert Moxhet, une conférence et des légendes contées.
Le 15 mars 2014, au Centre Nobel de Tihange, sur l'initiative d'Albert Moxhet, de Jean-Édouard Hérion, architecte, et de Jean-Marie Geron, docteur de la Sorbonne, professeur de vitrail et de sculpture, se déroula la Rencontre du Verre au Vitrail 2014, en collaboration avec la Ville et le Centre culturel de Huy. Lors de ces rencontres, organisées à l'attention des professionnels du verre, historiens, architectes, étudiants et particuliers intéressés par le vitrail, furent présentés des exposés sur les découvertes récentes de vitraux à l'abbaye de Stavelot, sur le thermoformage, la peinture sur verre et les intégrations du verre dans l'architecture.
Le 13 avril 2014, au Moulin banal de Theux, Alexandre Moxhet donne une conférence sur « Les légendes d'ici et d'ailleurs, fantastiques mémoires collectives et réservoirs de sagesse ». Les légendes évoluent avec les générations et adaptent « leurs détails aux époques successives grâce à leur caractère de littérature orale ». Elles constituent une authentique mémoire collective des sociétés humaines ainsi qu'un « inépuisable réservoir de sagesse ».

## Création d'associations

### «Il était une fois... avant l'Amérique»
Albert Moxhet et Maurice Lenaif  sont deux des fondateurs de l'asbl « Il était une fois... avant l'Amérique », créée en 1998 pour la défense des populations amérindiennes et plus particulièrement celles du sud-ouest des États-Unis. Des conférences et des projections y sont réalisées, telles qu'« Anasazi : il était une fois... avant l'Amérique » et « La poterie des Indiens Pueblos et Hopis », entre autres.

### «Rêves et Veillées»
En 2002, Albert Moxhet, Anne Liégeois, Marc Lamboray et Pol Noël créent l'association « Rêves et Veillées » à Verviers. « Nous voulons assurer une continuité entre un patrimoine et la vie actuelle car c'est en tenant compte des racines que l'on peut vivre sereinement. », Albert Moxhet.
Des brochures, conçues par des spécialistes des légendes et des traditions mais aussi de la littérature enfantine et de l'animation, s'adressent en priorité aux écoles primaires. Leurs thèmes principaux sont l'histoire, la géographie, la mythologie et la culture populaire.

## Prix décerné
Le 13 avril 2012, Albert Moxhet reçoit le Prix Oriande (Prix spécial auteur de féerie) pour l'ensemble de son œuvre, lors du Printemps des Légendes, festival biennal dédié au légendaire et à la féerie, à Monthermé.

## Travaux universitaires

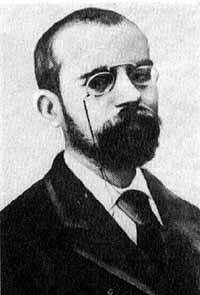
Leopoldo Alas (Clarín).

- La composition des personnages dans les contes de Leopoldo Alas (Clarin) d'Albert Moxhet[140].
- Un siglo con Clarín. Exposición bibliográfica en el centenario de su muerte[141] : « Otras bibliografías de gran utilidad, como las de Jean-François Botrel ("Ensayo bibliográfico sobre Leopoldo Alas, "Clarin" 1963), Francisco García Pavón en su tesis "Leopoldo Alas "Clarin", como narrador" (1952) o Albert Moxhet en la suya, "La composition des personnages dans les contes de Leopoldo Alas ("Clarin")" (1963), eran de difícil acceso. » (D'autres bibliographies d'un grand intérêt, comme celle de Jean-François Botrel (Essai bibliographique sur Leopoldo Alas, "Clarin"), (1963), celle de Francisco García Pavón dans sa thèse Leopoldo Alas "Clarin", comme narrateur, (1952) ou celle d'Albert Moxhet dans la sienne, La composition des personnages dans les contes de Leopoldo Alas ("Clarin"), (1963), sont d'un accès difficile).
- La Genèse du Cantique spirituel de saint Jean de la Croix de Roger Duvivier[142]. « La tâche était lourde pour un chercheur isolé en un domaine assez étranger à son milieu et, surtout, éloigné des sources de documentation [...] j'avais précédemment eu l'honneur de visiter nombre de couvents de Castille en compagnie du P. Lucinio [...] j'avais ramené de ce voyage, outre les microfilms de manuscrits de la version B, un en-cas qui me servit lorsque vint le moment de recourir à une documentation élargie. J'avais pris de nouveau la même précaution lors d'un tour d'Espagne effectué [...] avec MM. Albert Moxhet et André Gloesener, alors étudiants à notre section de philologie romane : le premier était expert à photographier les manuscrits, l'autre le devint à développer les pellicules. » (Roger Duvivier).